# Storia dell'antisemitismo
La storia dell'antisemitismo - definita come "azione ostile" o discriminazione rivolta contro gli ebrei in quanto gruppo religioso o etnico - risale a molti secoli addietro; l'antisemitismo è stato anche definito come "l'odio più lungo". Lo studioso Jerome A. Chanes identifica sei fasi nello sviluppo storico dell'antisemitismo:
1. l'antisemitismo precristiano presente nell'antica Grecia, che era in sua natura soprattutto di origine etnica.
2. l'antigiudaismo religioso cristiano nell'ultimo scorcio della storia antica e durante il Medioevo, che era per sua natura di tipo religioso e che si estende fino alla storia moderna.
3. l'antigiudaismo musulmano tradizionale che, almeno nella sua forma classica, rimaneva sfumato in quanto gli ebrei erano una classe protetta.
4. l'antisemitismo politico, sociale ed economico dell'Illuminismo e dell'Europa post-illuministica, che ha posto le basi per l'antisemitismo razziale.
5. l'antisemitismo razziale che sorse nel XX secolo e che culmina con il nazismo.
6. l'antisemitismo contemporaneo, che è stato etichettato da alcuni come "neoantisemitismo"[2].

Chanes suggerisce che queste sei tappe potrebbero essere raggruppate in tre categorie: antisemitismo antico (nella sua natura principalmente etnico); antisemitismo cristiano religioso e antisemitismo razziale del XIX-XX secolo.
Nella pratica risulta difficoltoso differenziare l'antisemitismo dal maltrattamento generale dei popoli e nazioni sottomessi da parte di altre nazioni prima della storia romana ma, a partire dall'adozione universale del cristianesimo in Europa l'antisemitismo è senza dubbio presente.
Anche il mondo islamico ha visto storicamente gli ebrei come essenzialmente degli estranei.
L'arrivo della rivoluzione scientifica prima e della rivoluzione industriale poi nell'Europa del XIX secolo eresse una - del tutto nuova - manifestazione di antisemitismo, fondata tanto sulla razza quanto sulla religione, culminando negli orrori dei campi di sterminio nazisti durante la seconda guerra mondiale.
La formazione dello Stato d'Israele nel 1948 ha contribuito a creare nuove tensioni antisioniste in tutto il Medio Oriente.

## Periodo classico

### Prematura animosità contro gli ebrei
Lo storico Louis Feldman sostiene che "dobbiamo rimettere in discussione il senso comune che vuole gli scrittori pagani essere prevalentemente antisemiti"; infatti, afferma che "uno dei grandi rompicapi che hanno dovuto affrontare gli studiosi dell'antisemitismo è il presunto spostamento dalle dichiarazioni pro-ebrei che si possono rinvenire nei primi scrittori pagani che menzionano il popolo ebraico... alle feroci dichiarazioni antiebraiche a partire da Manetone nel 270 a.C. circa".
In considerazione degli scritti antiebraici di Manetone, l'antisemitismo potrebbe essersi originato nell'Egitto Tolemaico per poi essersi diffuso grazie alla rivisitazione Greca degli antichi pregiudizi degli egizi. Come esempi di scrittori pagani che parlano positivamente degli ebrei Feldman cita Aristotele, Teofrasto, Clearco di Soli e Megastene. L'immagine di Manetone viene invece solitamente dipinta come quella di uno dei più universali e virulenti antigiudei.
I primi chiari esempi del sentimento antiebraico possono essere ricondotti ad Alessandria d'Egitto nel corso del III secolo a.C. Alessandria ospitò in quel tempo la più vasta comunità ebraica del mondo e la Septuaginta (Versione dei Settanta), una traduzione in lingua greca dell'Antico Testamento (Bibbia ebraica) venne prodotta lì in quel periodo.
Manetone, un sacerdote egizio nonché uno storico dell'epoca scrisse scrupolosamente sugli ebrei e i suoi temi si ripetono nelle opere di Cheremone di Alessandria, Lisimaco, Posidonio, Apollonio Molone, Apione e Publio Cornelio Tacito. Ecateo di Abdera viene citato da Flavio Giuseppe per avere scritto, durante il tempo di Alessandro Magno, che gli ebrei "sono stati spesso trattati in modo dannoso dai re e dai governatori della Persia, ma non possono essere dissuasi dall'agire come meglio pensano, ma quando vengono spogliati delle loro ragioni e vengono inflitti loro tormenti fino all'essere condotti ai più spaventosi tipi di morte, vi vanno incontro in una maniera straordinaria al di là di tutte le altre persone e non rinunciando mai alla religione dei loro antenati".
Uno dei primi editti antiebraici fu quello promulgato da Antioco IV nel 170-167 a.C. il quale ebbe come conseguenza lo scatenamento di una rivolta da parte dei Maccabei nell'intero territorio della Giudea.
L'antico filosofo ebraico Filone di Alessandria descrive un attacco commesso contro gli ebrei ad Alessandria nel 38 a.C. in cui morirono migliaia di persone. La violenza dei cittadini di Alessandria potrebbe essere stata causata dalla ritrattistica che vedeve gli ebrei essere affetti da misantropia. Lo storico Victor Tcherikover sostiene che la ragione dell'odio nei confronti degli ebrei durante l'ellenismo era data dalla loro voluta separazione all'interno delle poleis Greche.
Il professor Gideon Bohak ha tuttavia sostenuto che la precoce animosità nei confronti degli ebrei non può essere considerata come antigiudaica o antisemita, a meno che non si fosse trattato di atteggiamenti generali antiebraici di tipo etnico; occorre ricordare qui che molti Greci dimostravano animosità verso qualsiasi gruppo che essi considerassero barbari.
Le dichiarazioni che dimostrano un pregiudizio contro gli ebrei e la loro religione si trovano come detto già nelle opere di molti scrittori greci e romani pagani. L'autore cattolico Edward Flannery scrive che era il rifiuto degli ebrei ad accettare le norme religiose e sociali greche che li hanno contrassegnati in una maniera negativa. Ecateo di Abdera, uno storico greco dell'inizio del III secolo a.C. scrisse che Mosè "ricordando l'esilio del suo popolo, ha istituito per loro un modo misantropico e inospitale di vita".
Il succitato Manetone, scrisse che gli ebrei furono espulsi dagli allora abitanti dell'antico Egitto in quanto affetti da lebbra e che questi seguirono l'insegnamento dato loro da Mosè di non adorare gli Dèi". Gli stessi temi comparvero nelle opere di Cheremone ateniese, Lisimaco, Posidonio e Apollonio Molone, oltre che in Apione e Tacito. Agatarchide di Cnido scrisse delle "pratiche ridicole" degli ebrei e dell'assurdità della loro Legge e di come Tolomeo I poté invadere Gerusalemme nel 320 a.C. perché i suoi abitanti stavano osservando lo Shabbat.
Flannery descrive l'antisemitismo presente nei tempi antichi come essenzialmente "culturale, assumendo a volte forma di xenofobia nazionalista con risvolti negli ambiti politici".
Esiste un esempio riguardante un antico governatore dell'antica Grecia, Antioco IV, che dissacra il Secondo Tempio e vieta le pratiche religiose ebraiche, come la circoncisione, l'osservanza dello Shabbat e lo studio dei libri religiosi ebraici; questo durante il periodo dell'impero seleucide in cui la cultura greca era predominante in tutti i territori del Mediterraneo orientale. Le dichiarazioni che presentano pregiudizi nei confronti degli ebrei e della loro religione si trovano anche nelle opere di alcuni scrittori classici greco-romani.
Il primo vero avvenimento di antisemitismo è stato però oggetto di dibattito tra gli studiosi, in gran parte perché differenti scrittori usano definizioni diverse dell'antisemitismo. I termini "antisemitismo religioso" e "antigiudaismo" vengono talvolta utilizzati per riferirsi all'animosità verso l'ebraismo come religione piuttosto che per incasellare gli ebrei in un particolare gruppo etnico o razziale.

### Impero romano
Le relazioni tra gli ebrei presenti in Palestina e l'impero romano occupante sono state di antagonismo fin dall'inizio ed hanno condotto a diverse ribellioni, sempre brutalmente represse.
Diversi esponenti della storiografia romana riferiscono che nel 19 d.C. l'imperatore romano Tiberio espulse gli ebrei da Roma. Secondo quel che ne dice lo storico romano Svetonio, Tiberio cercò di sopprimere tutte le religioni straniere. Nel caso degli ebrei mandò gli uomini più giovani, con la scusa del servizio militare, nelle province romane maggiormente note per il loro clima malsano. Licenziò tutti gli altri ebrei della città sotto la minaccia della schiavitù a vita per mancata conformità agli usi romani.
Giuseppe Flavio, nelle sue Antichità giudaiche, confermò il fatto che a tutti gli ebrei venne ordinato di abbandonare Roma. Un numero di circa 400 persone venne inviato in Sardegna, mentre altri, che non erano disposti ad entrare nell'esercito romano, furono severamente puniti. Cassio Dione riferisce che Tiberio annientò la maggior parte degli ebrei che tentavano di convertire i Romani pagani alla loro religione. Filone riferisce che Seiano, prefetto del pretorio di Tiberio, potrebbe essere stato uno dei primi motori nella persecuzione contro gli ebrei.
I Romani rifiutarono il permesso agli ebrei di far ricostruire il Secondo Tempio di Gerusalemme dopo la sua distruzione a seguito dell'assedio di Gerusalemme (70) avvenuta ad opera di Tito, imponendo allo stesso tempo una "tassa sugli ebrei" (Fiscus iudaicus), apparentemente per finanziare il Tempio di Giove Ottimo Massimo a Roma ed infine rinominando la Giudea romana come Siria Palestina.
Il Talmud di Gerusalemme riferisce che, dopo la Terza guerra giudaica (132-136) guidata da Simon Bar Kokheba i Romani annientarono molti ebrei "uccidendo fino a quando i loro cavalli non sono stati sommersi nel sangue fino alle narici". Alcuni storici sostengono che Roma abbia sempre soppresso le rivolte in tutti i propri territori conquistati e sottolineano che Tiberio fece espellere tutte le religioni straniere da Roma, non solo quindi quella ebraica.
Alcuni accomodamenti furono infatti successivamente fatti con l'ebraismo e gli ebrei della Diaspora avevano privilegi che gli altri non avevano affatto. A differenza di altri sudditi dell'impero romano, essi avevano il diritto di mantenere la loro religione e non ci si aspettò che si assoggettassero alle abitudini locali. Anche dopo la Prima guerra giudaica (66-73) le autorità romane rifiutarono di annullare i privilegi ebraici in alcune città. Anche se Adriano mise fuori legge la circoncisione, nella sua qualità di mutilazione normalmente condotta su persone neonate e pertanto incapaci di acconsentirvi, ne esentò in seguito gli ebrei.
Secondo lo storico del XVIII secolo Edward Gibbon vi fu una maggiore tolleranza a partire dal 160. Tra il 355 e il 363 fu concesso da Flavio Claudio Giuliano (detto l'apostata) agli ebrei il diritto di ricostruire il "Secondo Tempio". È stato infine sostenuto che l'antisemitismo europeo abbia avuto le sue radici proprio nella politica romana.

### Il Nuovo Testamento e le origini del cristianesimo
Sebbene per la maggior parte il Nuovo Testamento sia stato scritto da quegli ebrei che erano diventati seguaci di Gesù, vi si può notare un certo numero di passaggi testuali che alcuni considerano antisemitici o che sono stati utilizzati in seguito per scopi antisemiti, tra cui:
- Gesù parla ad un gruppo di farisei: "So che siete discendenza di Abramo. Ma intanto cercate di uccidermi perché la mia parola non trova posto in voi. Io dico quello che ho visto presso il Padre; anche voi dunque fate quello che avete ascoltato dal padre vostro!». Gli risposero: «Il nostro padre è Abramo». Rispose Gesù: «Se siete figli di Abramo, fate le opere di Abramo. [...] Voi che avete per padre il diavolo, e volete compiere i desideri del padre vostro. Egli è stato omicida fin da principio e non ha perseverato nella verità, perché non vi è verità in lui. Quando dice il falso, parla del suo, perché è menzognero e padre della menzogna. A me, invece, voi non credete, perché dico la verità. Chi di voi può convincermi di peccato? Se dico la verità, perché non mi credete? Chi è da Dio ascolta le parole di Dio: per questo voi non le ascoltate, perché non siete da Dio». (Vangelo di Giovanni 8,37-39.44-47)
- Stefano protomartire parla davanti ad un consiglio della sinagoga poco tempo prima della sua esecuzione: "O gente testarda e pagana nel cuore e nelle orecchie, voi sempre opponete resistenza allo Spirito Santo; come i vostri padri, così anche voi. Quale dei profeti i vostri padri non hanno perseguitato? Essi uccisero quelli che preannunciavano la venuta del Giusto, del quale voi ora siete divenuti traditori e uccisori; voi che avete ricevuto la legge per mano degli angeli e non l'avete osservata».". (Atti degli Apostoli 7, 51-53)
- Durante il processo di Gesù, il Vangelo secondo Marco riporta, al verso Mc14,55[26]: "Intanto i capi dei sacerdoti e tutto il Sinedrio cercavano una testimonianza contro Gesù per metterlo a morte, ma non la trovavano" e gli studiosi del cattolico "Nuovo Grande Commentario Biblico"[27] osservano come "Marco sta presentando l'udienza come un vero e proprio processo davanti a tutto il Sinedrio. Questa tendenza faceva probabilmente parte dello sforzo generale dei Cristiani di diminuire il coinvolgimento dei Romani nella morte di Gesù e di accrescere quello dei Giudei".
- Ancora in merito al processo di Gesù, nel Vangelo secondo Luca il verso Lc23,25[28] riporta: "Rilasciò colui che era stato messo in carcere per sommossa e omicidio e che essi richiedevano, e abbandonò Gesù alla loro volontà" e gli studiosi dell'interconfessionale "Parola del Signore Commentata"[29] rilevano che "in modo ancora più forte di Matteo, Luca giudica i Romani liberi dalla «colpa» della morte di Gesù. Luca tace addirittura il fatto che sia stato Pilato a pronunziare la sentenza di morte. L'unico fatto che egli ci riferisce è che il governatore lasciò che fossero gli abitanti di Gerusalemme a decidere sulla sorte di Gesù".
- In merito ad un altro scritto attribuito a Luca, "non ci possono essere dubbi che una serie di passaggi degli Atti degli Apostoli[Nota 2] inaspriscono la visione del coinvolgimento giudaico nella morte di Gesù [e] andando oltre all'idea della condanna di Gesù, alcuni di questi brani presentano gli stessi Ebrei come coloro che lo uccisero"[30].
- Anche nelle lettere di Paolo si sottolinea come "Cristo crocifisso fu considerato essere un ostacolo per gli Ebrei (1 Corinzi 1,23[31]), il rifiuto di Cristo un più grande ostacolo per Israele (9-11[32])"[33]. Inoltre, nella Prima lettera ai Tessalonicesi - che, scritta attorno al 50 d.C., è il più antico documento neotestamentario esistente - con "forte tono antisemitico [...] Paolo enumera una serie di accuse contro i Giudei: l'uccisione di Gesù e dei profeti, la persecuzione contro Paolo e i suoi collaboratori, la disubbidienza verso Dio, l'inimicizia nei confronti degli uomini, il porre impedimenti al vangelo perché non raggiunga i pagani laddove possa servire alla loro salvezza"[Nota 3].

Una delle frasi più note, in merito all'assunzione di responsabilità della morte di Gesù da parte degli Ebrei, è il passo Mt27,25: "E tutto il popolo rispose: «Il suo sangue ricada sopra di noi e sopra i nostri figli»", contenuto nel solo Vangelo secondo Matteo. Tale frase "com'è noto [...] non è storica: proietta all'indietro le polemiche tra i Giudei e i seguaci di Gesù della fine del I secolo" e gli esegeti del cattolico "Nuovo Grande Commentario Biblico" evidenziano in merito come "l'amaro, sgradevole carattere di questo versetto può essere solo capito come risultato della polemica contemporanea [tra Cristiani ed Ebrei] e alla luce della prospettiva storica di Matteo". Il teologo John Dominic Crossan, ex sacerdote cattolico e tra i cofondatori del Jesus Seminar, sottolinea che "questa reiterata giustapposizione tra gli ebrei che domandano la crocifissione di Gesù e le dichiarazioni romane sull'innocenza di Gesù stesso non è profezia e neanche è storia. È propaganda Cristiana" e "alla luce del successivo antigiudaismo Cristiano e alfine dell'antisemitismo genocida, non è più possibile in retrospettiva pensare che questa finzione della passione fosse una propaganda relativamente benigna. Per quanto spiegabili le sue origini, difendibili le sue invettive e comprensibili i suoi motivi tra i Cristiani che lottavano per la sopravvivenza, la sua ripetizione è adesso diventata la più duratura menzogna e, per la nostra integrità, noi Cristiani dobbiamo alla fine definirla in tal modo", inoltre "una volta che l'Impero Romano divenne Cristiano questa finzione diventò letale". Anche il biblista cattolico tedesco Josef Blinzler riconosce: "la storia della passione di Gesù si è realmente trasformata nella storia della sofferenza degli Ebrei; la strada del Signore verso la croce è diventata una via dolorosa della gente ebraica attraverso i secoli". Raymond Brown evidenzia che "mentre l'intero Nuovo Testamento è stato mal usato in maniera antiebraica, questo testo, con tutta la gente che urla «Il suo sangue ricada sopra di noi e sopra i nostri figli», ha avuto un ruolo speciale. È stato trattato come se fosse una auto maledizione con la quale la gente ebraica attirò su sé stessa il sangue di Gesù per tutti i tempi successivi. [...] Questa è una di quelle frasi che sono state responsabili per oceani di sangue umano e un incessante flusso di miseria e desolazione"; aggiunge tale teologo come la stessa frase fu poi usata dai primi cristiani e dai Padri e Dottori della Chiesa: "Origene andò drasticamente aldilà del giudizio di Matteo quando nel 240 dopo Cristo egli scrisse: «per questa ragione il sangue di Gesù ricade non solo su quelli che vissero al momento ma anche su tutte le generazioni di Giudei che seguirono, fino alla fine dei tempi». Sfortunatamente egli fu seguito nella sua valutazione da alcuni dei più grandi nomi della Cristianità" e ad esempio "Sant'Agostino, Giovanni Crisostomo, Tommaso d'Aquino, Lutero, etc, sono citati come sostenitori, con preoccupante ferocia, del diritto e anche del dovere dei Cristiani di disprezzare, odiare e punire gli Ebrei".
Dopo la crocifissione di Gesù il Nuovo Testamento raffigura le autorità religiose ebraiche operanti a Gerusalemme come assai ostili ai seguaci di Gesù e di come, occasionalmente, utilizzassero la forza contro di loro; Stefano verrà alla fine fatto giustiziare mediante lapidazione (Atti degli Apostoli 7:58). Prima della sua conversione Saulo di Tarso fa mettere in prigione i seguaci di Gesù (Atti degli Apostoli 8:3; Lettera ai Galati 1:13-14; Prima lettera a Timoteo 1:13); mentre dopo la conversione di Paolo questi viene fatto frustare in diverse occasioni dalle autorità ebraiche (Seconda lettera ai Corinzi 11:24), oltre ad essere accusato dalle stesse dinanzi alla magistratura (per esempio negli Atti degli Apostoli 25:6-7). 
Sempre nel Nuovo Testamento viene anche descritta diffusamente l'opposizione da parte dei Gentili (Seconda lettera ai Corinzi 11:26; Atti degli Apostoli 16:19 e 19:23) e, più in generale, le sofferenze vissute dai primi seguaci di Gesù nelle mani di altri, in particolare dei Romani (Lettera ai Romani 8:35; Prima lettera ai Corinzi 4:11; Lettera ai Galati 3:4; Seconda lettera ai Tessalonicesi 1:5; Lettera agli Ebrei 10:32; Prima lettera di Pietro 4:16; Apocalisse di Giovanni 20:4).

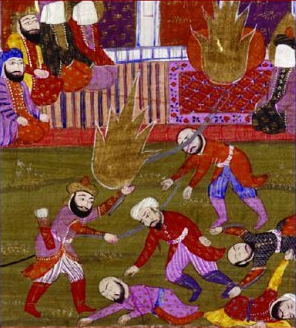
Uccisione dei membri della tribù ebraica dei Banu Qurayza. Dettaglio del dipinto in miniatura intitolato Il profeta ʿAlī ibn Abī Ṭālib e i suoi compagni durante l’esecuzione dei prigionieri della tribù ebraica di Beni Qurayzah. Illustrazione di un testo del XIX secolo di Muhammad Rafi Bazil.

### Corano e antisemitismo islamico
Il Corano, il libro sacro dei musulmani, contiene alcuni versetti che possono anche essere interpretati come espressioni di opinioni molto negative nei confronti di alcuni ebrei. Dopo che il profeta Maometto si trasferì a Medina nel 622 egli stipulò accordi pace con gli ebrei ed altre tribù della penisola arabica. Tuttavia i rapporti tra i seguaci della nuova religione (l'islam) e gli ebrei residenti a Medina divennero successivamente aspri. A questi punto il Corano insegna a Maometto di cambiare la direzione della preghiera (Ṣalāt) non più rivolgendosi verso Gerusalemme ma in direzione della Mecca; da questo punto in poi il tono dei versetti coranici diventa sempre più ostile nei confronti dell'ebraismo.
Nel 627 una tribù ebraica medinese, i Banu Qurayza, dopo aver violato un trattato (unendosi con le altre tribù nemiche di Maometto); successivamente la tribù fu accusata di tradimento e assediata dai musulmani al comando del profeta. I Banu Qurayza furono pertanto costretti ad arrendersi e tutti gli uomini subirono la decapitazione, mentre tutte le donne e i figli vennero fatti prigionieri e ridotti allo stato di schiavitù. Molti studiosi hanno dubitato delle veridicità di questo incidente, sostenendo che ne è stata esagerata la portata o addirittura del tutto inventato.
Più tardi si vennero a manifestare diversi conflitti tra gli ebrei ancora stanziati in Arabia e il profeta e i suoi seguaci, i più importanti dei quali in quel particolare frangente storico si trovavano a Khaybar; qui molti ebrei furono uccisi e le loro proprietà sequestrate e ridistribuite tra i musulmani.

## Tardo Impero Romano

### Attacchi alle sinagoghe
Quando il cristianesimo divenne la religione di stato dell'impero romano, nel corso del IV secolo, gli ebrei divennero presto oggetto di intolleranza religiosa ed oppressione da parte della politica ufficiale. La letteratura cristiana cominciò a mostrare un'estrema ostilità verso gli ebrei, che a volte provocò aggressioni ed attacchi e incendi contro le sinagoghe.
Questa ostilità fu riflessa anche nei decreti sia dei concili religiosi sia delle leggi statali. Al principio del IV secolo il matrimonio misto tra ebrei non convertiti e cristiani fu vietata ai sensi del concilio di Elvira (306 circa). Il sinodo di Antiochia (341) vietava ai cristiani di celebrare la Pasqua assieme agli ebrei, mentre il sinodo di Laodicea (363-364) vietava ai cristiani di celebrare lo Shabbat.
L'imperatore Costantino I fece promulgare diverse leggi riguardanti gli ebrei: venne proibito loro di possedere degli schiavi cristiani e di far circoncidere i loro schiavi; la conversione dei cristiani all'ebraismo fu messa fuorilegge; i servizi e le funzioni religiose vennero regolamentati, le congregazioni limitate, ma venne comunque concessa loro l'autorizzazione di entrare a Gerusalemme per il giorno di Tisha b'Av, l'anniversario della distruzione del Secondo Tempio.
La discriminazione peggiorò ulteriormente nel V secolo: papa Leone Magno (440-461) promosse la prima sanguinosa lotta pro fide agere (agire per la fede) contro i non cristiani, sostenendo che essi non erano degni di vivere, che dovevano essere perseguitati con “la spada sguainata” (anche usando la lingua come una spada, cfr. Leone I, Epistulae e Sermones) e le loro eresie dovevano esser estirpate dal corpo della Chiesa («haereses a corpore ecclesiae resecantur» ). Il pontefice fu il più accanito persecutore degli Ebrei, che li paragonava ad “animali selvaggi”, a degli “scellerati, empi, abietti, miscredenti, sacrileghi carnefici di Dio [...]. Servi e mercenari di Satana.”.
Gli editti del Codice teodosiano (438) sbarrarono le porte agli ebrei nella funzione pubblica, nell'esercito e in tutte le professioni legali. Il patriarcato ebraico venne abolito e le possibilità dei tribunali ebraici limitate. Le sinagoghe vennero spesso confiscate, mentre le vecchie sinagoghe potevano essere riparate soltanto se si fossero trovate in pericolo imminente di crollo.
Molte sinagoghe caddero in rovina o vennero convertite in chiese. Le sinagoghe furono distrutte a Tortona (350), Roma (388 e 500), al-Raqqa (388), Minorca (418), Dafne (489 e 507), Genova (500), Ravenna (495), Tours e ad Orléans (590). Altre sinagoghe furono invece confiscate: ad Urfa nel 411, in molti territori della Giudea tra 419 e 422, a Costantinopoli nel 442 e 569, ad Antiochia nel 423, a Vannes nel 465, a Diyarbakır nel 500, a Terracina nel 590, a Cagliari nel 590 e a Palermo nel 590

### Accuse di deicidio
Il deicidio rappresenta l'uccisione di un dio. Nel contesto cristiano, con l'uso del termine deicidio ci si riferisse alla responsabilità per la morte di Gesù. L'accusa di deicidio rivolta agli ebrei è stata la più potente giustificazione per l'antisemitismo da parte dei cristiani.
La prima istanza registrata di un'accusa di deicidio contro il popolo ebraico nel suo complesso - i cui membri erano collettivamente responsabili della morte di Gesù - si verifica in un sermone del 167 attribuito a Melitone di Sardi ed intitolato Peri Pascha (Sulla Pasqua). Questo testo accusa gli ebrei di aver permesso al re Erode Antipa e a Caifa di fare giustiziare Gesù. Melitone non attribuisce particolari colpe a Ponzio Pilato, menzionandolo solo per il fatto che se ne lavò le mani. Il sermone è scritto in lingua greca, ma può ben esser stato un appello rivolto a Roma nel tentativo di salvare i cristiani in un momento in cui erano ampiamente perseguitati (vedi Persecuzione dei cristiani nell'Impero romano).
Il termine latino deicida è stato usato nel IV secolo da Pietro Crisologo nel suo sermone numero 172. Sebbene non fosse parte del dogma cattolico romano molti cristiani, inclusi i membri del clero, considerarono gli ebrei di essere collettivamente responsabili dell'assassinio di Gesù. Secondo una tale interpretazione sia gli ebrei effettivamente presenti alla morte di Gesù sia il popolo ebraico preso collettivamente e per sempre hanno commesso il peccato di deicidio o "assassinio di Dio".

## Medioevo
Vi fu una continua ostilità nei confronti dell'ebraismo a partire dal periodo del tardo impero romano fino a tutta l'epoca medioevale. Durante il Medioevo in tutta Europa si verificarono persecuzioni su vasta scala contro gli ebrei in molti luoghi, tramite la calunnia riguardante l'accusa del sangue, con espulsioni di massa, conversione forzata ed omicidi. Nel corso del XII secolo vi furono cristiani che credevano che alcuni, o forse tutti, ebrei possedessero poteri magici e soprannaturali e che avessero acquisito tali poteri a seguito di un patto col diavolo. Le prime immagini Judensau cominciarono ad apparire in Germania proprio in questo periodo. La persecuzione degli ebrei in Europa raggiunse il suo punto più alto durante le Crociate. La retorica antiebraica, come lo Stimulus Amoris, cominciò ad apparire e ad influenzare la coscienza pubblica.
Al momento dell'indizione della Prima crociata nel 1096, la Crociata dei tedeschi portò alla distruzione quasi completa delle fiorenti comunità ebraiche poste sulle rive del Reno e del Danubio. Durante la Seconda crociata, nel 1147, gli ebrei francesi furono frequentemente vittime di uccisioni ed altre atrocità. Gli ebrei vennero anche sottoposti ad attacchi durante la Crociata dei pastori del 1251 e del 1320. A seguito di queste crociate gli ebrei furono soggetti ad espulsioni di massa tra cui, nel 1290, l'editto di espulsione che portò al bando di tutti gli ebrei inglesi. Nel 1396 100 000 ebrei furono espulsi dal regno di Francia mentre nel 1491 migliaia di loro furono espulsi dall'Austria. Molti di coloro che erano stati espulsi fuggirono in direzione del Regno di Polonia.
Poiché la peste nera attraversò l'intera Europa nel corso del XIV secolo, annichilendo più della metà della popolazione, gli ebrei ne divennero spesso il capro espiatorio. Si diffuse ben presto la voce che fossero stati loro ad aver causato l'epidemia, avendo deliberatamente provocato l'avvelenamento dei pozzi. Centinaia di comunità ebraiche furono distrutte dall'odio e dalla violenza che ne derivava. Il Papa Clemente VI (1342-52) cercò di proteggere gli ebrei attraverso una bolla pontificia datata 6 luglio 1348 e da una bolla supplementare di poco seguente, ma vari mesi dopo, 900 ebrei subirono la morte sul rogo a Strasburgo (il cosiddetto pogrom di Strasburgo), dove la peste non aveva ancora colpito la città.

### Relazioni col mondo islamico
Dal IX secolo in poi il mondo islamico medioevale, la cosiddetta epoca d'oro islamica, impose lo status di dhimmi sia alle minoranze cristiane che a quelle ebraiche, anche se agli ebrei venne concessa una maggiore libertà di esercitare la propria religione nel mondo islamico di quanto non si verificasse allora nell'Europa cristiana.
Tuttavia con l'ascesa della dinastia degli Almoravidi provenienti dal Nordafrica nel corso dell'XI secolo si videro prendere misure severe contro i cristiani e gli ebrei. Come parte di questa repressione vi fu il pogrom di Cordova nel 1011 e il Massacro di Granada avvenuto nel 1066. Il califfato degli Almohadi, che nel 1147 aveva preso il controllo dei territori del Maghreb e di Al-Andalus, assunsero una visione meno tollerante trattando duramente i dhimmi. Di fronte alla scelta tra la morte o la conversione, molti ebrei e cristiani - se poterono - presero in considerazione una terza opzione e fuggirono.
Alcuni, come la famiglia di Maimonide, si diressero verso quelle terre musulmane che risultavano essere maggiormente tolleranti, mentre altri si diressero verso nord per stabilirsi infine nei regni cristiani allora in piena espansione. In certi momenti del Medioevo negli attuali territori di Egitto, Siria, Iraq e Yemen vennero emanati decreti che ordinavano la distruzione delle sinagoghe; gli ebrei furono costretti a convertirsi all'islam o ad affrontare la morte in molte parti dello Yemen, in Marocco e a Baghdad
Le comunità ebraiche presenti in territorio spagnolo prosperarono sotto il tollerante dominio musulmano durante tutto il periodo denominato Siglo de Oro e Cordova divenne uno dei principali centri della cultura ebraica.

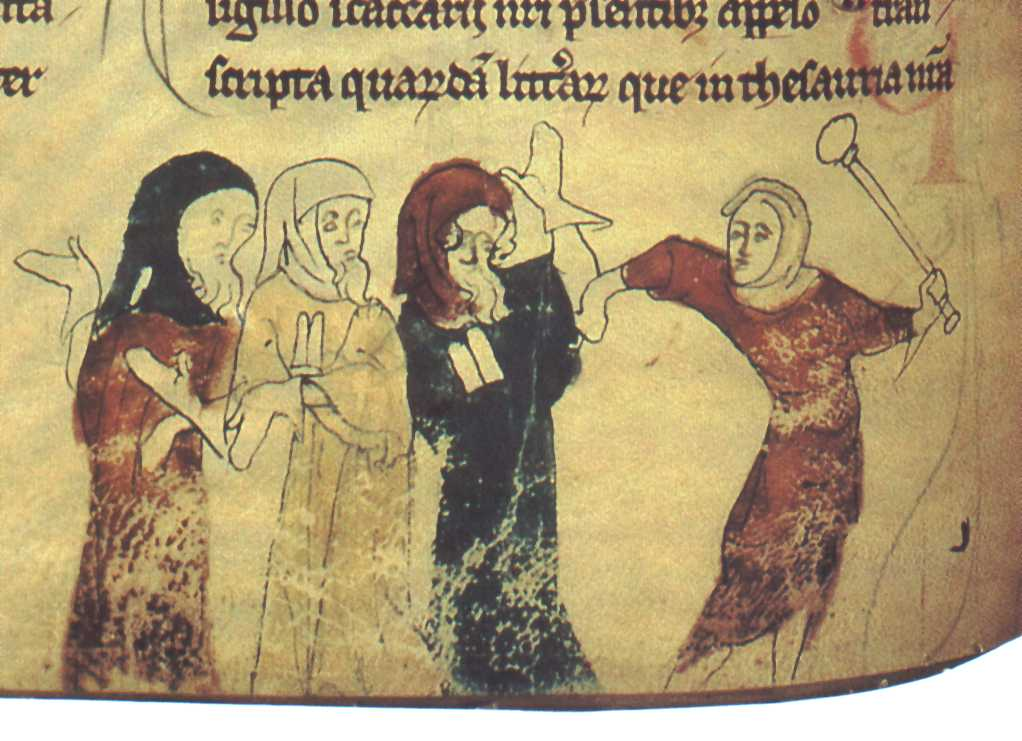
Gli ebrei furono costretti ad indossare abiti gialli, come può essere notato in quest'illustrazione posta ai margini di un manoscritto inglese del XIII secolo.

### Restrizioni occupazionali e di altro tipo
Le prime restrizioni alle occupazioni professionali ebraiche furono imposte dalle autorità cristiane. I governanti locali e i funzionari ecclesiastici preclusero molte professioni agli ebrei, spingendoli sempre più in direzione di ruoli marginali considerati come socialmente inferiori, ad esempio l'ambito della tassazione, la raccolta degli affitti e la riscossione dei debiti, tutte occupazioni tollerate solo come un male necessario. La dottrina cattolica dell'epoca riteneva che il prestito di denaro con l'interesse fosse un peccato e rimase pertanto un'occupazione proibita ai cristiani.
Non essendo soggetti a questa restrizione, in quanto concedevano prestiti ai Gentili, gli ebrei cominciarono a fare dell'usura una delle loro principali occupazioni, non potendo esercitare altri mestieri, nonostante le possibili critiche nei confronti dell'usura presenti nella Torah e nelle sezioni successive dell'Antico Testamento. Questo fatto condusse a molti stereotipi negativi sugli ebrei, nella loro qualità di insolenti e ingannevoli usurai, anche attraverso le comprensibili tensioni tra creditori (tipicamente ebrei) e debitori (generalmente cristiani), il tutto aggiunto ai contrasti sociali, politici, religiosi ed economici. I contadini che si vedevano costretti a pagare le loro tasse, per conto dello Stato, agli ebrei, poterono cominciare a vederli personalmente come i rapinatori dei propri soldi, pur rimanendo ignari dei motivi per i quali gli ebrei erano stati costretti ad esercitare un tale ruolo.
Gli ebrei furono soggetti di una vasta gamma di impedimenti legali e restrizioni durante tutta l'epoca medievale, alcune delle quali durate fin quasi al termine del XIX secolo. Anche lo stesso prestito di denaro e le attività di negoziazione furono a volte loro preclusi. Il numero degli ebrei a cui era permesso di risiedere in molti luoghi era in genere limitato; essi cominciarono così a venire concentrati nel Ghetto, senza l'autorizzazione a possederne la terra; furono inoltre soggetti a disposizioni discriminatorie nel poter entrare in città o distretti diversi da quelli propri e vennero infine costretti a una speciale forma di giuramento ebraico (Serment more judaico) e ad altre varie misure.
Il Quarto concilio lateranense del 1215 decretò che gli ebrei e i musulmani dovessero indossare abiti per poter così essere distinti dai cristiani. Il più comune di questo abbigliamento fu il caratteristico cappello ebraico, che era già indossato da molti ebrei come marchio di autoidentificazione, cominciando a venire spesso reso obbligatorio. Un particolare distintivo ebraico venne introdotto in alcuni luoghi; avrebbe potuto essere un pezzo di panno colorato a forma di cerchio, fatto di strisce o raffigurante le Tavole della Legge (questo accadde in Inghilterra) e cucito sopra gli abiti.
Altrove vennero anche specificati i colori che avrebbe dovuto avere l'abbigliamento. L'attuazione di tali disposizioni rimaneva tutta nelle mani dei governatori locali, ma a partire dalle leggi secolari seguenti ciò venne adottato per la maggior parte dei paesi europei. In molte località i membri della società medievale portavano emblemi per distinguere il loro status sociale. Alcuni di questi distintivi simbolici (come quelli indossati dai membri di una particolare gilda) erano prestigiosi, mentre altri venivano indossati dagli emarginati ostracizzati come gli ammalati di lebbra, i colpevoli di eresia e le donne che si erano date alla prostituzione.
Come per tutte le "leggi sontuarie" il grado in cui queste legislazioni furono fatte rispettare ed applicare possono variare anche notevolmente. A volte gli ebrei cercarono di eludere il distintivo pagando una specie di tangente sotto forma di "esenzione temporanea" concessa dai sovrani, che furono revocate e ripristinate ogni volta che un qualche re si trovava nel bisogno di raccogliere fondi. Verso la fine del Basso Medioevo sembra che il cappello sia diventato via via sempre più raro, mentre il segno distintivo rimase più a lungo, in alcune località fino a tutto il XVIII secolo.

### Crociate
Le crociate furono una serie di campagne militari indette dal papato a Roma, che svolsero dalla fine dell'XI secolo fino al XIII secolo. Iniziarono come un tentativo di recuperare la città di Gerusalemme dalle mani dei musulmani, ma si svilupparono spesso in guerre territoriali.
La cosiddetta Crociata dei poveri, che accompagnò la prima crociata, aggredì le comunità ebraiche presenti in terra tedesca, nel regno di Francia e nel regno d'Inghilterra, portando all'uccisione molti ebrei. Intere comunità come quelle di Treviri, Spira, Worms, Magonza e Colonia sono state distrutte da folle armate. Circa 12.000 ebrei morirono nelle città della Renania nel periodo compreso tra maggio e luglio 1096.
Prima della chiamata alle crociate gli ebrei avevano praticamente un monopolio sul commercio dei prodotti provenienti dall'Oriente, ma la connessione più stretta venutasi a creare tra l'Europa e l'Oriente provocata dalle crociate fece nascere una classe mercantile di commercianti cristiani e, da questo momento in poi, le restrizioni alla vendita di merci da parte degli ebrei divennero frequenti.
L'autentico zelo religioso fomentato dalle crociate a volte si rivolse contro gli ebrei ed altre contro i musulmani, anche se vennero intrapresi tentativi da parte dei vescovi durante la prima crociata e da parte dello stesso papato durante la seconda crociata per impedire che gli ebrei venissero attaccati. Sia economicamente che socialmente le crociate si rivelarono eventi disastrosi per gli ebrei europei. Questo periodo preparò la strada alla legislazione anti-ebraica voluta da papa Innocenzo III. I difensori ebrei di Gerusalemme si ritirarono nelle loro sinagoghe per prepararsi alla morte una volta che i crociati avessero violato le pareti esterne della città durante l'assedio di Gerusalemme (1099).
La cronaca di Ibn al-Qalanisi afferma che l'edificio fu dato alle fiamme mentre gli ebrei vi si trovavano ancora all'interno; gli stessi crociati riferirono di aver sollevato i propri scudi ed iniziato a cantare "Cristo noi ti adoriamo!" mentre si apprestavano a circondare l'edificio oramai preda delle fiamme. Dopo la conclusione dell'assedio e con la vittoria crociata agli ebrei catturati all'interno della Cupola della Roccia, insieme agli stessi cristiani nativi, venne imposto di ripulire le strade dai cadaveri marcescenti.
Numerosi ebrei e i loro testi sacri (incluso il codice di Aleppo) furono riscattati da Raimondo IV di Tolosa. La comunità ebraica appartenente al Caraismo di Ascalona si rivolse ai loro correligionari residenti ad Alessandria d'Egitto per poter pagare per la prima volta la restituzione dei testi sacri ed in seguito per far sottrarre e nascondere molti ebrei dall'odio della folla per diversi mesi. Tutto quel che poteva essere riscattato fu recuperato entro l'estate del 1100. I pochi che non poterono essere salvati vennero costretti alla conversione o fatti assassinare.
Nella Contea di Tolosa, in Linguadoca, la tolleranza ed il favore usati nei confronti degli ebrei furono una delle principali denunce fatte dalla Chiesa romana contro i Conti di Tolosa all'inizio del XIII secolo. La persecuzione organizzata ed ufficiale degli ebrei divenne una caratteristica normale della vita quotidiana nei territori della Francia meridionale solo a seguito della Crociata albigese, in quanto solo allora la Chiesa divenne tanto potente in quelle terre da poter insistere per far applicare misure di vera e propria discriminazione.
Nel 1209, spogliato fino alla vita e a piedi nudi, Raimondo VI di Tolosa fu obbligato a giurare davanti alla Santa Inquisizione che non avrebbe più permesso agli ebrei di mantenere pubblici uffici. Nel 1229 suo figlio Raimondo VII di Tolosa venne costretto a subire una cerimonia del tutto simile.

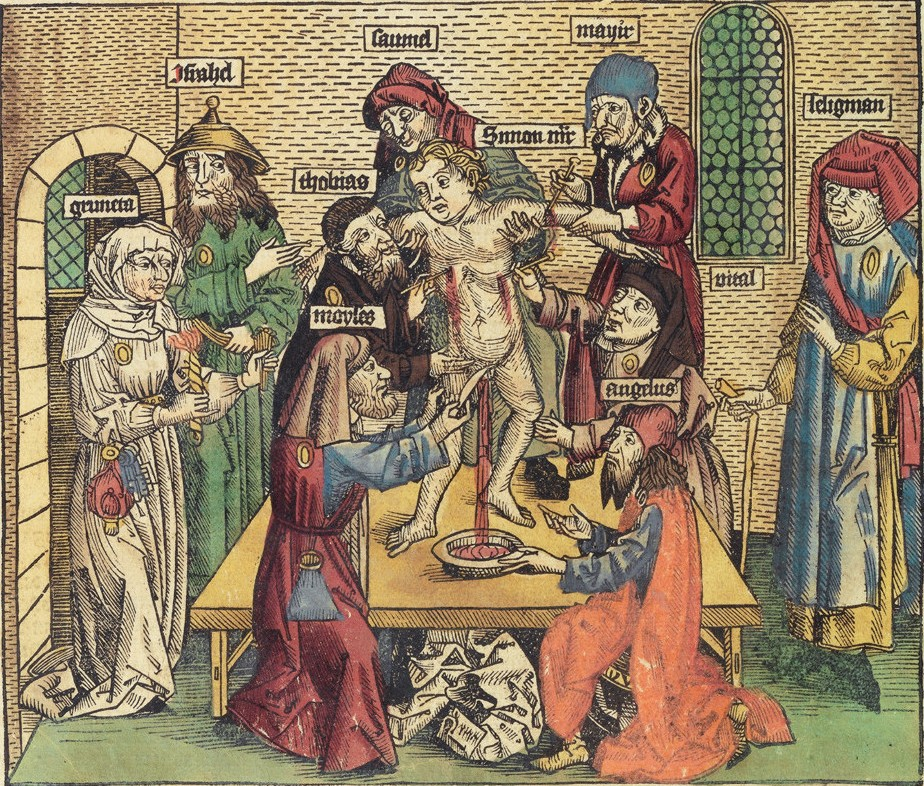
Accusa del sangue in un disegno del 1493.

### Accuse del sangue e di profanazione delle ostie
In molte occasioni gli ebrei furono accusati di bere il sangue dei bambini cristiani come atto di derisione dell'Eucaristia cristiana. Secondo gli autori di questi cosiddetti "libelli di sangue" (vedi accusa del sangue), la procedura per il presunto sacrificio era costituita da qualcosa di simile: un bambino che non aveva ancora raggiunto la pubertà veniva rapito e condotto in un luogo segreto. Qui il bambino sarebbe stato sottoposto a tortura da parte degli ebrei mentre una folla si riuniva intorno al luogo dell'esecuzione (in alcuni casi la sinagoga stessa), per impegnarsi in un giudizio di tribunale contro il bambino oltre che per metterlo alla prova.
Il bambino sarebbe stato presentato al tribunale nudo, legato e alla fine condannato a morte; sarebbe stato a questo punto incoronato di spine e legato o inchiodato ad una croce di legno. La croce sarebbe poi stata sollevata ed il sangue che sgocciolava dalle ferite del bambino sarebbe stato raccolto in ciotole o bicchieri e poi bevuto; infine il bambino sarebbe stato ucciso con una lancia, una spada od un pugnale che gli avrebbe attraversato il cuore. Il suo corpo morto sarebbe poi stato tolto dalla croce ed occultato in una posizione particolare; ma in alcuni casi avrebbero potuto essere eseguiti anche rituali di magia nera. Questo metodo, con alcune variazioni, si può ritrovare in tutte le descrizioni cristiane dell'omicidio rituale perpetrato dagli ebrei.
La storia di Guglielmo di Norwich (1144) viene spesso citata come la prima accusa nota di sacrificio umano (omicidio rituale) contro gli ebrei. Gli ebrei di Norwich, in Inghilterra, vennero accusati di omicidio dopo che un ragazzo cristiano, Guglielmo, venne rinvenuto morto. Si affermò che gli ebrei lo avessero torturato e crocifisso. La leggenda di Guglielmo divenne un atto di culto ed il ragazzo undicenne acquisì lo status di "santo martire".
La vicenda del "piccolo santo" Ughino di Lincoln (1255) non avrebbe fatto altro che replicare l'accusa di un secolo precedente dopo che fu ritrovato col la pancia aperta e le interiora rimosse; sarebbero stati secondo le accuse gli ebrei, per qualche scopo occulto, come un rituale di divinazione (aruspicina), dopo averlo appeso ad una croce.
Simonino di Trento (1475) fu rinvenuto sopra un grande vaso dissanguato interamente.
Durante tutto il corso del Medioevo tali "libelli di sangue" furono regolarmente rivolti contro gli ebrei in molte parti d'Europa. Coloro che credevano in queste accuse erano motivati dall'idea che gli ebrei, avendo già a suo tempo fatto crocifiggere Gesù, continuavano ad avere una sete di sangue puro e innocente, a spese dei bambini cristiani.

A volte gli ebrei furono anche accusati di dissacrare l'ostia consacrata in una rievocazione della crocifissione; questo presunto crimine era conosciuto come "profanazione delle ostie" e conduceva direttamente alla pena di morte.

### Espulsioni dalla Francia e dall'Inghilterra
La pratica di espellere gli ebrei, di confiscarne i beni e di porre un riscatto per permettere il ritorno di proprietà fu un metodo utilizzato per arricchire la corona francese nel corso del XIII e XIV secolo. Le più massicce espulsioni furono quelle da Parigi indette da Filippo II di Francia nel 1182, da tutto il regno di Francia per opera di Luigi IX di Francia nel 1254, da Carlo IV di Francia nel 1306, da Carlo V di Francia nel 1322 e da Carlo VI di Francia nel 1324.
Per poter finanziare la sua guerra - indetta contro il Galles nel 1276 - Edoardo I d'Inghilterra tassò i mercanti ebrei. Quando i soldi non bastarono più per poter pagare la tassa, essi vennero accusati di slealtà. Già costretti ad un numero limitato di professioni, Edoardo abolì il loro privilegio di prestare denaro, limitandone i movimenti e le attività fino a quando gli ebrei non furono costretti ad indossare una toppa di colore giallo.I capofamiglia ebrei furono poi arrestati con oltre 300 persone che vennero fatte rinchiudere nella Torre di Londra per essere in seguito giustiziate. Altri furono uccisi direttamente nelle loro case; tutti gli ebrei furono infine banditi dal paese nel 1290 (vedi Editto di espulsione).
In centinaia vennero uccisi o annegarono durante il loro tentativo di lasciare l'Inghilterra. Per tutto il denaro e le proprietà di questi ebrei venne disposta la confisca. Nessun ebreo fu più conosciuto per abitare nel regno d'Inghilterra fino al 1655, quando Oliver Cromwell ne invertì la politica.

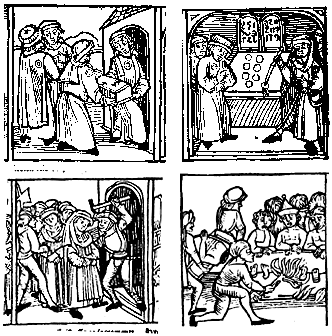
Un taglio di legno tedesco del XV secolo che mostra una presunta "degenerazione dell'ospite". Nel primo gruppo i padroni sono derubati, nel secondo i padroni sanguinano dopo essere stati trafitti da un ebreo, nel terzo gli ebrei vengono arrestati e nel quarto sono bruciati vivi tramite la morte sul rogo.

### Espulsioni dal Sacro Romano Impero
In territorio tedesco, parte del Sacro Romano Impero, le persecuzioni e le espulsioni formali degli ebrei si sarebbero verificate ad intervalli regolari, anche se si deve dire che ciò avvenisse pure per altre comunità minoritarie, religiose o etniche. Vi furono particolari esplosioni di caccia persecutoria feroce, come nei massacri avvenuti in Renania durante la Crociata dei tedeschi del 1096 - e che accompagnarono i primi passi della Prima Crociata - e molti dei coinvolti furono gli stessi crociati in viaggio verso l'Oriente.
Vi furono molte espulsioni locali dalle città, da parte dei governanti locali e dei consigli comunali. L'imperatore del Sacro Romano Impero generalmente tentò di frenare la persecuzione, anche se solamente per ragioni economiche, ma spesso non fu in grado di esercitare una grande influenza. All'inizio del 1519 la città imperiale di Ratisbona approfittò della recente morte dell'imperatore Massimiliano I d'Asburgo per far espellere i suoi 500 ebrei.
In questo periodo i governanti delle estremità orientali d'Europa, ad esempio la confederazione polacco-lituana ed il regno d'Ungheria, furono spesso ricettivi nei confronti degli insediamenti ebraici e velocemente molti ebrei finirono con il trasferirsi in queste regioni.

### La Morte Nera: accusa di avvelenamento dei pozzi
Centinaia di comunità ebraiche furono distrutte dallo scatenarsi della violenza durante le devastazioni provocate dalla Morte Nera (un'epidemia di peste bubbonica che travolse l'intera Europa nel corso del XIV secolo, in particolare nella penisola iberica e nei territori tedeschi del Sacro Romano Impero. In Provenza 40 ebrei subirono la morte sul rogo a Tolone subito dopo che l'epidemia aveva raggiunto la regione nell'aprile del 1348.
Non fu considerato rilevante il fatto che gli ebrei non fossero immuni dai danni della peste: in molti furono sottoposti a tortura fino a confessare crimini che non avrebbero mai potuto commettere. In uno di questi casi un uomo chiamato Agimet fu costretto a dire che il rabbino Peyret di Chambéry (vicino a Ginevra) gli aveva ordinato di avvelenare i pozzi di Venezia, Tolosa e di altre città. Dopo la confessione estorta ad Agimet gli ebrei di Strasburgo vennero bruciati vivi il 14 febbraio 1349. 

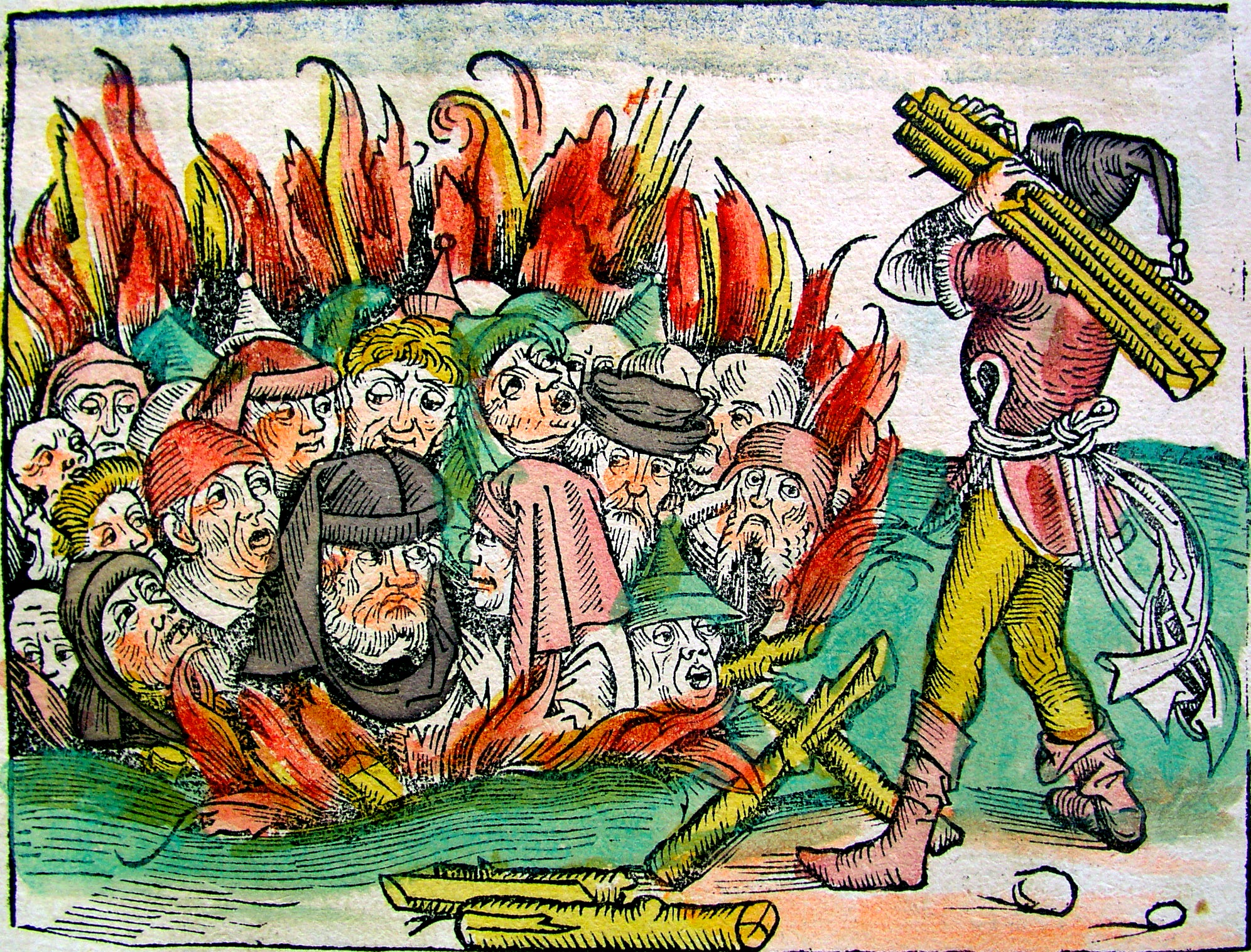
morte sul rogo per gli ebrei (1493).

## Prima età moderna
Nel 1493 il governatore veneziano di Corfù, essendo arrivata nell'isola una nave carica di giudei scacciati dal Regno di Napoli e poiché quei profughi chiedevano di stabilirsi nell'isola, chiese istruzioni al Senato di Venezia; gli fu risposto che li accettasse, purché s'impegnassero di rinunziare alla pratica dell'usura.

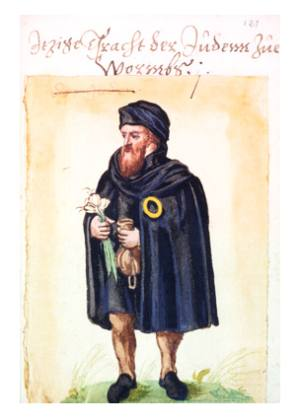
Acquerello del XVI secolo raffigurante un ebreo di Worms indossare il distintivo giallo. Inoltre è dotato di una borsa che rappresenta l'oro.

### Spagna e Portogallo
Nei regni cattolici spagnoli del Tardo Medioevo e della prima età moderna politiche ed atteggiamenti oppressivi portarono molti ebrei ad abbracciare il cristianesimo. Tali ebrei vennero conosciuti col nome di Converso o Marrano; i sospetti che potessero essere ancora aderenti al giudaismo condussero Ferdinando II d'Aragona e Isabella I di Castiglia ad istituire l'inquisizione spagnola. L'inquisizione utilizzò la tortura per estorcere confessioni e pronunciare giudizi su cerimoniali pubblici conosciuti come Autodafé, prima che le vittime venissero consegnate alle autorità secolari per la punizione dovuta loro. Durante questo periodo circa 30.000 ebrei vennero condannati a morte e giustiziati attraverso la pena del rogo.
Nel 1492 Ferdinando e Isabella emanarono un ordine di espulsione (il Decreto dell'Alhambra) riguardante tutti gli ebrei residenti nell'impero spagnolo, dando agli ebrei quattro mesi di tempo per scegliere se convertirsi al cristianesimo o lasciare il paese. Circa 165.000 di loro emigrarono, mentre circa 50.000 si convertirono. Il regno del Portogallo sotto Manuele I del Portogallo seguì l'esempio nel dicembre 1496.
Tuttavia coloro che erano stati espulsi potevano lasciare il paese solo in particolari navi specificate dal re. Quando coloro che scelsero di lasciare il paese giunsero al porto di Lisbona, vennero fatti incontrare da chierici e soldati i quali usarono la forza, la coercizione e le promesse per sottoporli al battesimo ed impedirgli così di lasciare il paese. Questo episodio concluse tecnicamente la presenza degli ebrei in Portogallo.
In seguito tutti gli ebrei convertiti ed i loro discendenti sarebbero stati chiamati "nuovi cristiani" o marranos. Venne loro concesso un periodo di grazia di 30 anni durante i quali non sarebbe stata consentita alcuna indagine sulla loro reale fede; questo periodo venne successivamente esteso fino al 1534. Tuttavia una rivolta popolare scatenatasi nel 1506 (il Massacro di Lisbona) portò alla morte di migliaia di ebrei e all'esecuzione dei capi rivoltosi da parte di Manuele I. Quelli che furono etichettati come "nuovi cristiani" rimasero sotto la sorveglianza dell'inquisizione portoghese dal 1536 al 1821.
I rifugiati ebrei provenienti dalla penisola iberica e conosciuti come ebrei Sefarditi (dalla parola ebraica indicante la Spagna) fuggirono per lo più in Nordafrica, nell'impero ottomano e in Palestina, oltre che nei Paesi Bassi, nel regno di Francia e nella penisola italiana. All'interno dell'impero ottomano gli ebrei poterono esercitare apertamente la propria religione. Anche la città di Amsterdam divenne un importante centro d'insediamento per gli ebrei perseguitati in molte terre durante i secoli immediatamente successivi.

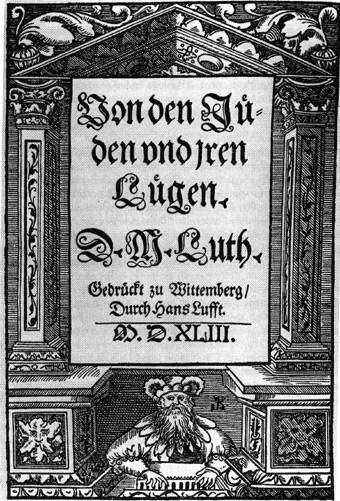
Copertina del libello antisemita di Martin Lutero intitolato Degli ebrei e delle loro menzogne (1543).

### Riforma protestante e antisemitismo
Martin Lutero, un frate tedesco dell'ordine di Sant'Agostino nonché riformatore ecclesiastico ed i cui insegnamenti hanno ispirato la riforma protestante, scrisse un feroce libello antisemita intitolato Sugli ebrei e le loro menzogne nel 1543. Il testo presenta gli ebrei in termini estremamente duri e negativi, li condanna dettagliatamente raccomandando un pogrom contro di loro, chiedendone la loro oppressione permanente e l'espulsione. Ad un certo punto
Lutero scrive "siamo colpevoli di non ucciderli", un passaggio che "può essere definito il primo lavoro dell'antisemitismo moderno ed un passo enorme in avanti lungo la strada che conduce verso l'Olocausto".
I duri commenti di Lutero nei confronti degli ebrei sono visti da molti come una diretta continuazione dell'antisemitismo cristiano medievale. Martin Muslow e Richard Popkin sostengono che "l'antisemitismo del primo periodo moderno era peggiore di quello medievale e ciò risulta essere molto più ovvio per quelle aree che comprendono grossolanamente la Germania moderna, in particolare tra i nuovi fedeli del luteranesimo".
Nel suo ultimo sermone pronunciato poco prima della sua morte, tuttavia, Lutero predicò: "Noi vogliamo trattarli con l'amore cristiano e pregare per loro, affinché possano convertirsi e ricevere il Signore".

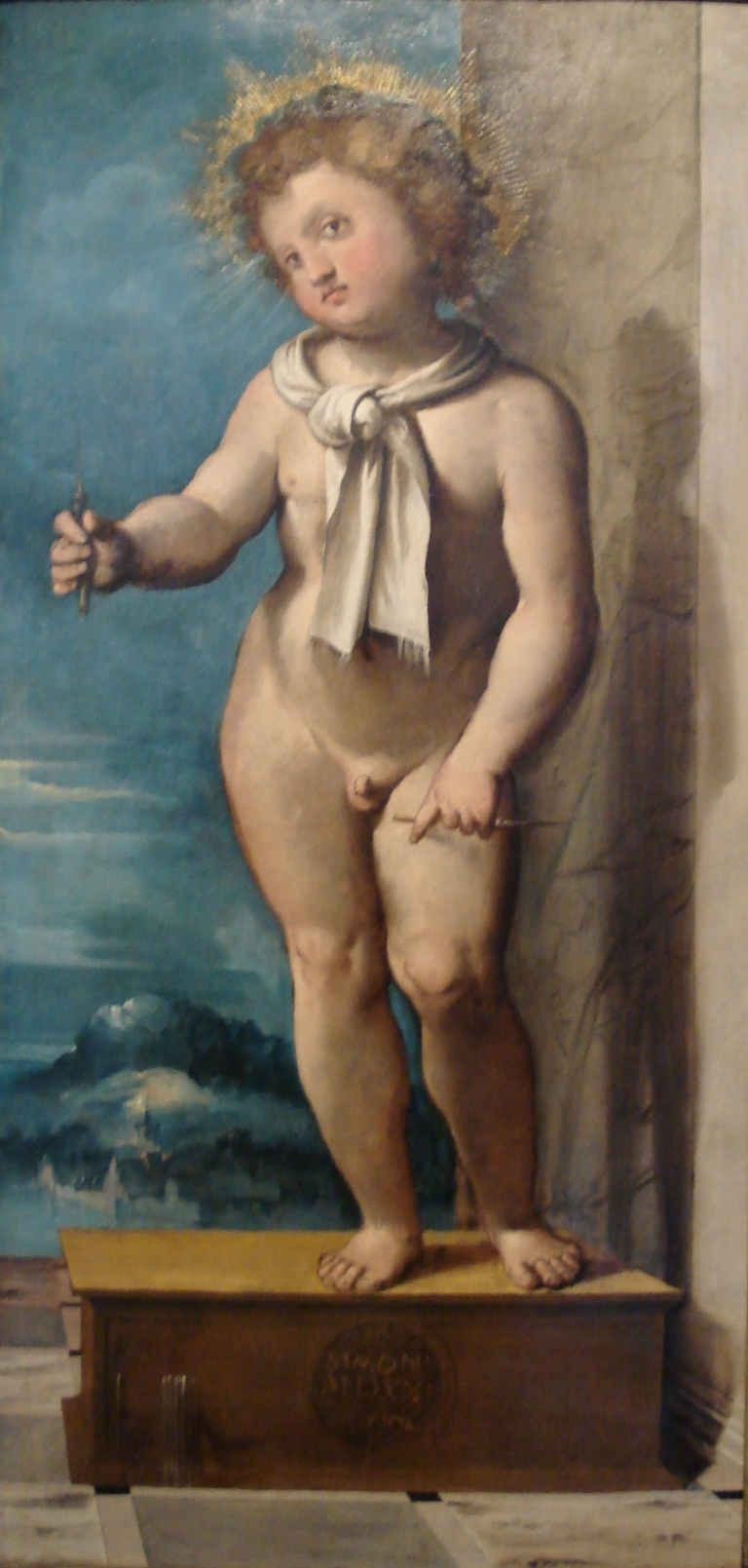
Simonino di Trento in un dipinto di Altobello Melone (1521).

### Canonizzazione di Simonino di Trento
Simonino di Trento fu un bambino abitante nella città di Trento e trovato morto all'età di due anni nel 1475, dopo essere stato presumibilmente rapito e mutilato fino a rimanere completamente prosciugato del suo sangue. Della sua scomparsa venne accusata l'intera comunità ebraica cittadina, basandosi su confessioni ottenute sotto tortura; questo caso non fece altro che alimentare l'antisemitismo dilagante del tempo.
Il piccolo Simone fu considerato beato e pertanto canonizzato da Papa Sisto V nel 1588. Lo rimase fino al 1965.

## XVII secolo

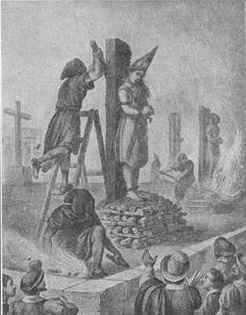
Esecuzione di Francisca de Carvajal, un'ebrea convertita, accusata di essere ricaduta nell'ebraismo (Città del Messico, 1601).

A metà del XVII secolo Peter Stuyvesant, ultimo direttore generale olandese della colonia di Nuova Amsterdam (la futura New York), cercò di rafforzare la posizione della Chiesa riformata olandese provando a frenare l'influenza religiosa proveniente dall'ebraismo, dal luteranesimo, dal cattolicesimo e dal Quaccherismo. Egli si trovò ad sottolineare il fatto di come gli ebrei fossero "ingannevoli, molto ripugnanti e nemici odiati e bestemmiatori del nome di Cristo". Tuttavia la pluralità religiosa era già una tradizione culturale ed un obbligo legale a Nuova Amsterdam e nella Repubblica delle Sette Province Unite, così che i suoi superiori alla Compagnia olandese delle Indie occidentali ad Amsterdam ne fecero revocare il mandato.
Nel medio e tardo XVII secolo la Confederazione polacco-lituana rimase devastata da diversi conflitti, in cui la Confederazione perse più di un terzo della sua popolazione (oltre 3 milioni di persone). La diminuzione della popolazione ebraica in quel periodo viene stimata tra le 100 e le 200.000 unità per diverse cause, dall'emigrazione, alla morte a causa delle malattie alla cattività nell'impero ottomano.
Questi conflitti iniziarono nel 1648 quando Bohdan Chmel'nyc'kyj istigò l'insurrezione contro l'aristocrazia polacca e gli ebrei che amministravano le loro proprietà. I Cosacchi massacrarono decine di migliaia di ebrei nelle aree meridionali e orientali che controllava (nel territorio dell'attuale Ucraina). Questa persecuzione condusse molti ebrei a mettere in risalto le loro speranze di liberta su di un uomo chiamato Sabbatai Zevi, emerso quasi dal nulla nell'impero ottomano proprio in quel momento; tanto che venne proclamato essere il Messia nel 1665.
Tuttavia la sua successiva conversione all'islam spense di colpo queste speranze e condusse molti ebrei a screditare la credenza tradizionale sulla venuta del Messia come speranza di salvezza.
Nell'Imamato dello Zaydismo dello Yemen gli ebrei furono individuati per essere sottoposti a discriminazione nel corso del XVII secolo, atti che culminarono nell'espulsione di tutti gli ebrei dai territori yemeniti fino all'arida pianura costiera di Tihama; esso divenne noto come l'esilio di Mazwa.

## XVIII secolo
In molti paesi europei il XVIII secolo viene riconosciuto per essere stato l'Età dell'Illuminismo, che vide lo smantellamento delle arcaiche forme corporative e gerarchiche della società a favore dell'uguaglianza sociale individuale dei cittadini di fronte alla legge. Come questo nuovo stato di cose avrebbe influenzato le comunità ebraiche precedentemente autonome, anche se subordinate, divennero note come la "questione ebraica". In molti paesi l'aumento dei diritti civili venne gradualmente esteso anche agli ebrei, pur se spesso in una forma parziale e a condizione che gli ebrei abbandonassero molti degli aspetti della loro precedente identità a favore dell'integrazione e dell'assimilazione con la società dominante.
Secondo il professore canadese Arnold Ages le Lettere inglesi, il Dizionario filosofico e il Candido di Voltaire - tanto per citare solo alcune delle sue opere più note - sono sature di commenti sugli ebrei e il giudaismo, la gran maggioranza dei quali risultano essere del tutto negativi. Il britannico Paul H. Meyer aggiunge che "non vi è alcun dubbio che Voltaire, soprattutto nei suoi ultimi anni, nutriva un violento odio verso gli ebrei ed è altrettanto sicuro che la sua animosità ... ha avuto un notevole impatto sull'opinione pubblica nel regno di Francia".
Ben trenta dei 118 articoli filosofici del Dictionnaire volterriano riguardavano gli ebrei e l'autore li descrisse invariabilmente in una maniera molto negativa.
Nel 1744 Federico II di Prussia limitò il numero degli ebrei a cui veniva concesso di vivere a Breslavia a sole dieci famiglie ebree protette ed incoraggiò una simile pratica anche in altre città prussiane. Nel 1750 emise il Revidiertes General Privilegium und Reglement vor die Judenschaft costringendo questi ebrei protetti ad astenersi dal matrimonio o a lasciare Berlino, come accade ad esempio a Simon Dubnow).
In quello stesso anno l'arciduchessa Maria Teresa d'Austria prima ordinò l'espulsione degli ebrei dalla Boemia, ma presto invertì la sua posizione, a condizione che pagassero per la loro riammissione ogni dieci anni; questo provvedimento fu conosciuto col nome di  malke-geld (soldi della regina). Nel 1752 fece introdurre una legge che limitava ogni famiglia ebrea a poter avere un solo figlio.
Nel 1782 Giuseppe II d'Asburgo-Lorena abolì la maggior parte di queste pratiche attraverso un Editto di tolleranza (Toleranzpatent), questo però a condizione che l'Yiddish e la lingua ebraica venissero eliminate dalle scritture pubbliche e che l'autonomia giudiziaria fosse annullata.
Secondo i precetti antiebraici della Chiesa ortodossa russa le politiche fortemente discriminatorie russe nei confronti degli ebrei s'intensificarono quando le spartizioni della Polonia avvenute nel corso del XVIII secolo, per la prima volta nella storia della Russia il paese si ritrovò ad acquisire terreni con una popolazione ebraica. Questa terra venne designata come zona di residenza, da cui gli ebrei non poterono più migrare verso l'interno della Russia.
Nel 1772 l'imperatrice Caterina II di Russia costrinse gli ebrei della "zona di residenza" a rimanere nel proprio stato attuale e vietandogli di ritornare nelle città che occupavano prima della divisione del territorio polacco.

## XIX secolo
L'antisemitismo era particolarmente diffuso nell'Europa dell'Ottocento, venendo accolto non solo da pensatori nazionalisti come Richard Wagner o Adolf Stoecker, anche pensatori anarchici fecero fatica a sradicare questo sentimento come Proudhon e Bakunin e progressisti come Charles Fourier, nonché da scrittori apolitici come Thomas Eliot, fino a sfociare in questioni pubbliche come l'Affare Dreyfus.
L'intero problema degli ebrei esiste solo negli Stati nazionali, perché qui la loro energia e la loro intelligenza superiore, il loro capitale accumulato costituito di spirito e di volontà, raccolto di generazione in generazione attraverso una lunga scolarizzazione avvenuta in condizioni difficili, deve diventare talmente preponderante da suscitare l'invidia di massa in quasi tutte le nazioni contemporanee, quindi - in proporzione diretta al grado in cui agiscono in modo nazionalistico - l'oscenità letteraria di condurre gli ebrei alla macellazione come capri espiatori di ogni congiura e inconveniente pubblico e interno si sta diffondendo. — Friedrich Nietzsche, edizione 1886 di Umano, troppo umano I-475
Seguendo la legislazione che sostenva l'uguaglianza degli ebrei francesi rispetto agli altri cittadini durante la rivoluzione francese, nel corso del XIX secolo leggi similari che promuovevano l'emancipazione ebraica furono adottate in quelle parti d'Europa in cui ebbe influenza il primo impero francese. Le vecchie leggi che li avevano limitati al ghetto, così come le molte leggi che avevano fortemente limitato i loro diritti alla proprietà privata, comprese le limitazioni di culto e occupazionali, furono revocati.
Malgrado ciò la discriminazione e l'ostilità tradizionali contro gli ebrei per motivi eminentemente religiosi persistettero e vennero completati dalla nascita e primo sviluppo dell'"antisemitismo razziale", incoraggiati dalle opere dei teorici del razzismo scientifico. Secondo le opinioni espresse dal diplomatico francese Joseph Arthur de Gobineau nel suo Saggio sulla disuguaglianza delle razze umane (1853-55) l'opera di "semitizzazione" sarebbe consistita nel processo di sfocatura delle distinzioni tra razze precedentemente separate. Anche se Gobuneau non esprimesse alcuna condanna esplicita contro gli ebrei il suo forte nazionalismo basato sull'etnia (conosciuto come "nazionalismo etnico" o "etno-nazionalismo"), solitamente condusse all'esclusione degli ebrei dalla comunità nazionale in quanto rappresentanti di una "razza aliena".
Alleate a queste posizioni vi furono anche le successive teorie del darwinismo sociale il quale sottolineava la presenza di un conflitto tra le "razze più alte" e quelle più basse degli esseri umani, Tali teorie, solitamente esposte dagli europei bianchi, sostennero la superiorità della cosiddetta "razza ariana" bianca nei confronti della razza degli ebrei Semiti.

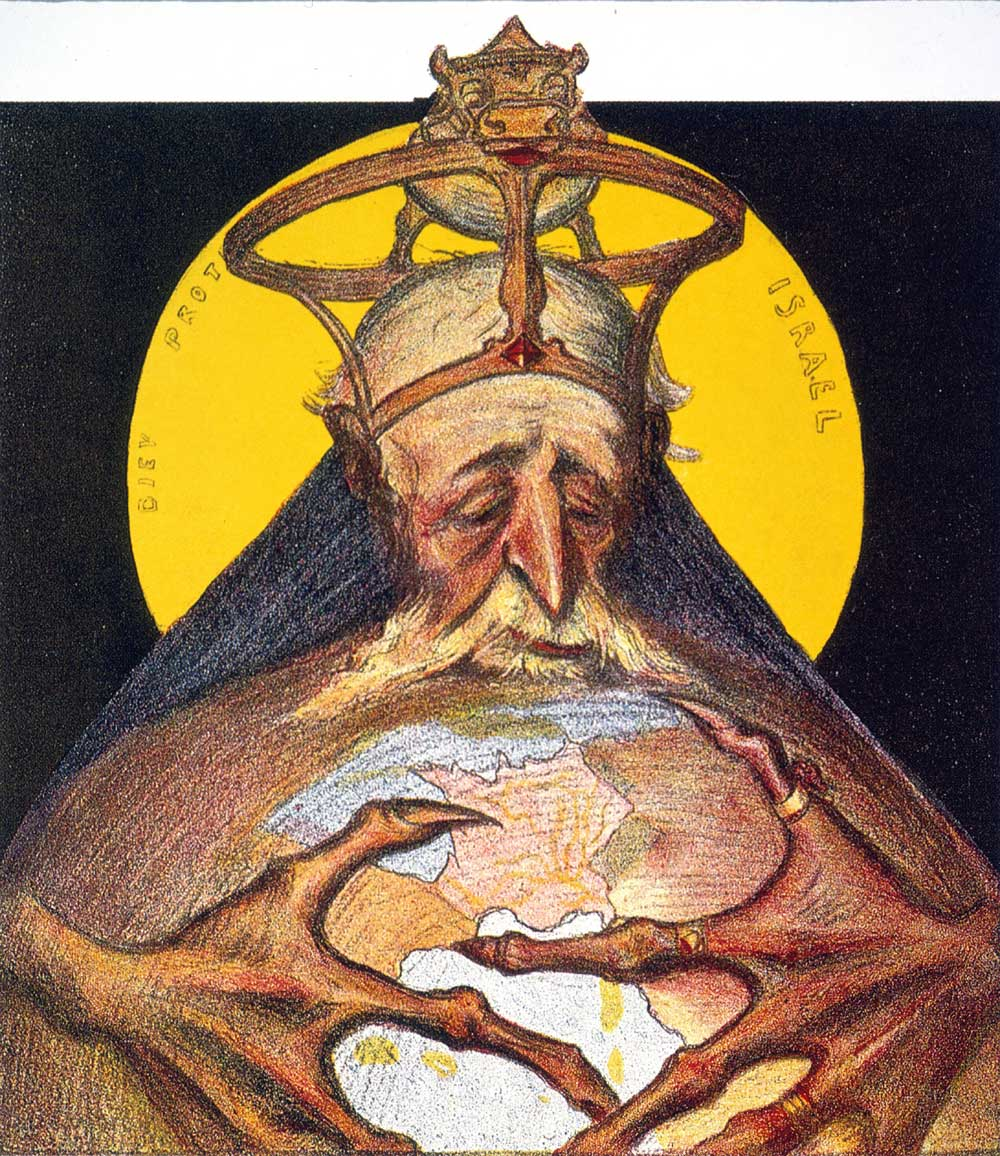
Caricatura di Charles Léandre (1898) che mostra Rothschild con il mondo intero nelle sue mani.

### In Germania
I diritti civili concessi agli ebrei tedeschi a seguito dell'occupazione del territorio da parte dei francesi guidati da Napoleone Bonaparte furono annullati dopo la sua definitiva sconfitta. I motivi addotti dai diplomatici al Congresso di Vienna (1814-15) per mantenerli non incontrarono un accordo sufficiente sufficientemente ampio. Nel 1819 gli ebrei tedeschi vennero attaccati durante i moti di Hep- Hep. 
In seguito celebre fu la presa di posizione sulla "questione ebraica" del filosofo Bruno Bauer e la conseguente diatriba con il filosofo e economista Karl Marx.
L'emancipazione ebraica completa non fu concessa fino al 1871 per opera dell'impero tedesco, quando l'intero paese venne unificato sotto il casato degli Hohenzollern.
Nel 1850 il compositore tedesco Richard Wagner fece pubblicare Das Judenthum in der Musik sotto pseudonimo per il periodico Neue Zeitschrift für Musik. Il saggio inizia come un attacco ai compositori ebrei, in particolare i contemporanei rivali dello stesso Wagner, Felix Mendelssohn e Giacomo Meyerbeer, per poi allargarsi accusando la sempre maggiore influenza ebraica, colpevole di costituire un elemento alieno e dannoso per la cultura della Germania.
Il termine "anti-semitismo" venne coniato dall'agitatore e pubblicista tedesco Wilhelm Marr nel 1881, ma già nel 1879 aveva fondato la Lega antisemita e fatto pubblicare un libro intitolato The Victory of Judaism over Germandom.
La fine degli anni settanta vide la crescita esponenziale di partiti politici antisemiti in tutto il paese; questi includono il "Partito Sociale Cristiano" fondato dal teologo luterano Adolf Stoecker - cappellano personale del Kaiser Guglielmo I di Germania - così come un "Partito Sociale Tedesco Antisemita" e un "Partito Popolare Antisemita". Non godettero tuttavia mai di un sostegno elettorale di massa e al momento della loro massima diffusione nel 1907 ottennero solamente 16 deputati su un totale di 397 componenti del Reichstag.

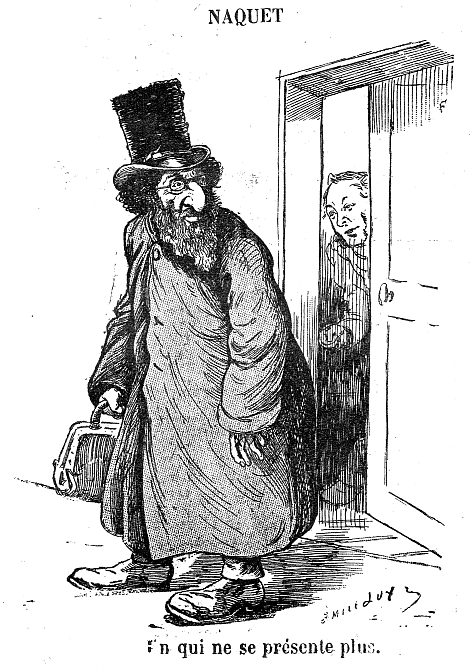
Caricatura del politico francese ebreo Alfred Naquet, promotore del divorzio e della netta separazione tra Stato e Chiesa.

### Terza Repubblica Francese
La colpa della sconfitta subita dal Secondo Impero francese nella guerra franco-prussiana (1870-71) fu attribuita da alcuni agli ebrei; essi furono accusati di indebolire lo spirito nazionale attraverso la loro associazione con il repubblicanesimo, il capitalismo e l'anticlericalismo, in particolare da gruppi autoritari di destra, clericali e lealisti. Tali accuse ebbero la loro particolare diffusione nelle riviste antisemitiche come La Libre Parole fondato da Édouard Drumont e La Croix, organo ufficiale dell'ordine cattolico degli Agostiniani dell'Assunzione.
Degli scandali finanziari succedutisi in questo stesso periodo come il fallimento della banca Union générale e lo Scandalo di Panama furono anche accusati degli ebrei. L'Affare Dreyfus vide un ufficiale militare ebraico, il capitano Alfred Dreyfus, accusato falsamente di alto tradimento nel 1895 dai suoi diretti superiori ed inviato all'isola del Diavolo dopo essere stato condannato. Dreyfus venne definitivamente assolto nel 1906, ma il caso favorì la polarizzazione dell'opinione pubblica francese spaccatasi tra nazionalisti autoritari antisemiti e repubblicani filosemiti anticlericali, con conseguenze che dovevano risonare per tutta la prima parte del XX secolo.

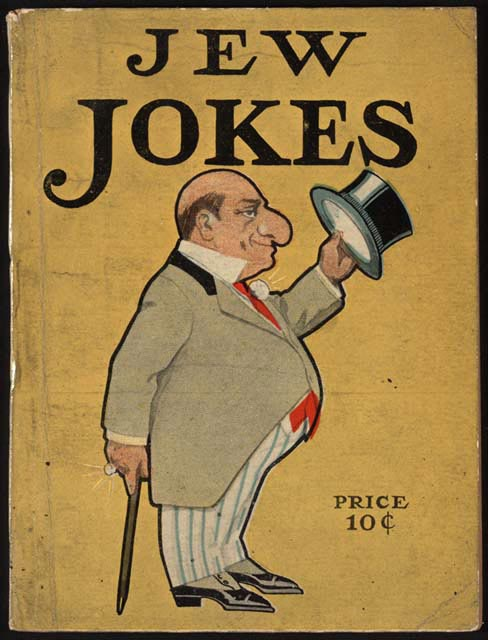
"Scherzi ebraici", caricatura statunitense del 1908 che raffigura il prototipo esemplare di "banchiere ebraico"

### Stati Uniti d'America
Tra il 1881 e il 1930 circa tre milioni di ebrei Aschenaziti provenienti dall'Europa orientale migrarono negli Stati Uniti d'America, molti di loro fuggivano dai pogrom e dalle difficili condizioni economiche diffusi in gran parte dell'est europeo durante questo lasso di tempo. I pogrom verificatesi nell'Europa orientale, in particolare nell'impero russo, spinsero ondate successive di immigrati ebrei ad attraversare l'Oceano Atlantico dopo il 1881. Gli ebrei, insieme a molti altri immigrati dell'est e dell'Europa meridionale, giunsero in terra americana per trovare lavoro nelle miniere e nelle fabbriche sempre più numerose nel paese. Molti americani diffidarono di questi immigrati ebrei.
L'inizio della prima migrazione ebraica dai territori dell'impero tedesco provenne dalle regioni polacche orientali, successivamente anche dal territorio russo e dall'Ucraina, dove gli ebrei avevano sofferto sotto il dominio dispotico degli Zar. Insieme con gli italiani, gli irlandesi ed altri europei orientali e meridionali gli ebrei si trovarono a dover affrontare discriminazioni nel campo dell'occupazione, dell'istruzione e dell'avanzamento sociale.
Gruppi americani come l'"Immigration Restriction League" (fondata nel 1894) criticarono questi nuovi arrivati con gli immigrati provenienti dall'Asia e dall'Europa orientale-meridionale come culturalmente, intellettualmente, moralmente e biologicamente inferiori. Nonostante dovessero subire questi attacchi solo pochi ebrei scelsero di ritornare in Europa e, nonostante tutte le privazioni che ebbero ad affrontare la loro situazione negli Stati Uniti migliorò nel corso del tempo.

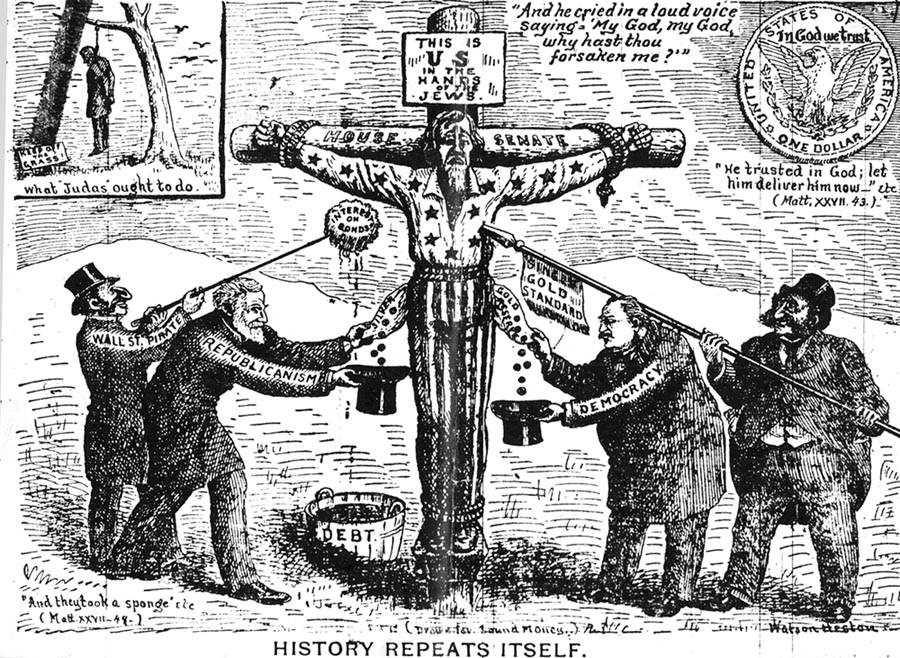
Cartoon politico antisemita durante la campagna elettorale per le Elezioni presidenziali negli Stati Uniti d'America del 1896.

A partire dagli inizi del 1880 anche molti gruppi sindacali delle aziende agricole si diressero verso gli elementi del movimento populista (il Partito del Popolo) incolpando gli ebrei dei mali percepiti a causa del capitalismo e dell'industrializzazione di massa; questo a causa della loro presunta inclinazione razziale/religiosa volta allo sfruttamento finanziario ed in particolare a causa delle presunte speculazioni finanziarie operate da banchieri ebraici come i Rothschild. Sebbene gli ebrei avessero svolto solo un ruolo minore all'interno del sistema bancario e finanziario nazionale, la presenza di banchieri ed investitori ebraici come Jacob Henry Schiff e la Kuhn Loeb & Co. di New York resero per alcuni le affermazioni antisemite come assai credibili.
Lo "scandalo Morgan Bonds" iniettò antisemitismo populista nella campagna elettorale per le Elezioni presidenziali negli Stati Uniti d'America del 1896; venne reso noto che l'allora presidente degli Stati Uniti d'America Grover Cleveland aveva venduto obbligazioni ad un sindacato che includeva John Pierpont Morgan e la famiglia dei Rothschild; obbligazioni che quel sindacato stava vendendo per ottenerne un profitto. I populisti presero l'opportunità al balzo per sostenere la loro visione della storia e così dimostrare alla nazione che Washington e Wall Street si trovassero saldamente nelle mani delle case bancarie ebraiche internazionali.
Un altro focolaio del sentimento antisemita fu l'affermazione che diceva gli ebrei trovarsi al centro di una cospirazione internazionale per fissare la moneta e quindi l'intera economia ad un unico standard d'oro.

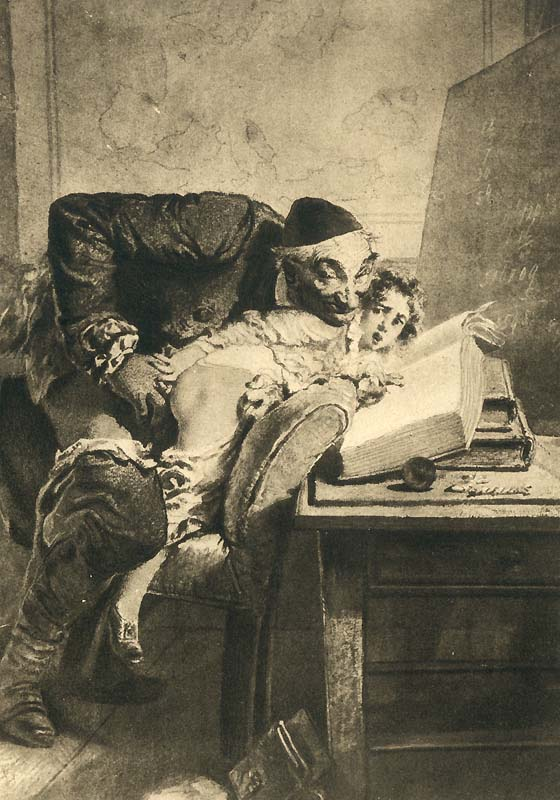
Disegno antisemita di Mihály Zichy che mostra il classico ebreo pervertito e corruttore.

### Impero russo
Le politiche e gli atteggiamenti repressivi di lunga data nei confronti degli ebrei nell'impero russo si intensificarono a seguito dell'assassinio dello Zar Alessandro II di Russia avvenuto il 13 marzo del 1881. Di questo evento vennero accusati degli ebrei e ciò bastò per scatenare una serie di pogrom antisemiti nell'impero russo i quali durarono per un periodo di tre anni interi.
Un indebolimento degli atteggiamenti ufficiali del suo successore Alessandro III di Russia e dei suoi ministri condusse alle leggi del maggio 1882 le quali limitarono duramente i diritti civili degli ebrei in tutto il territorio posto sotto la giurisdizione imperiale. Il ministro dello Zar Konstantin Petrovič Pobedonoscev ebbe ad affermare che lo scopo del governo nei confronti degli ebrei era di farne uccidere un terzo, di espellerne dal paese un altro terzo a da farne completamente integrare e assorbire nella popolazione locale l'ultimo terzo.
Tali avvenimenti, un misto di pogrom e di legislazione repressiva, condussero ad un'effettiva emigrazione di massa degli ebrei verso l'Europa occidentale e l'America, Tra il 1881 e lo scoppio della prima guerra mondiale circa due milioni e mezzo di ebrei abbandonarono la Russia, una delle più grandi migrazioni di massa registrate nel corso della storia.

### Mondo musulmano
Lo storico britannico Martin Gilbert scrive che nel corso del XIX secolo la posizione degli ebrei cominciò ad aggravarsi nei paesi a maggioranza musulmana. In accordo con lo studioso statunitense di storia degli ebrei Mark Cohen nel suo The Oxford Handbook of Jewish Studies la maggior parte degli esperti conclude che l'antisemitismo nel mondo arabo moderno è nato proprio durante il XIX secolo, sullo sfondo del nazionalismo ebraico ed arabo in conflitto ed è stato importato in primo luogo dal nazionalismo (e che solo successivamente fu "islamizzato").
Si compì un massacro degli ebrei a Baghdad nel 1828. Nel 1839 nella città orientale persiana di Mashhad scoppiarono dei tumulti nel quartiere ebraico, con incendio della Sinagoga e relativa distruzione dei Sefer Torah; solo la conversione forzata evitò un massacro. Vi fu però un altro massacro di ebrei a Babol nel 1867.
Per quanto riguarda la vita degli ebrei persiani a metà del XIX secolo, un autore contemporaneo ha scritto:
Nel 1840, durante "l'affare di Damasco", gli ebrei della città di Damasco furono falsamente accusati di aver ucciso ritualmente un monaco cristiano assieme al suo servitore musulmano e di aver utilizzato il loro sangue per cuocere il pane della Pesach (la pasqua ebraica). Un barbiere ebreo venne sottoposto a tortura fino a quando non confessò il crimine; altri due ebrei fatti arrestare morirono sotto tortura, mentre un terzo si convertì all'islam per potersi salvare la vita.
Nel 1864 circa 500 ebrei furono uccisi a Marrakech e a Fès in Marocco. Nel 1869 18 ebrei furono uccisi a Tunisi e una folla araba si mise a saccheggiare e bruciare negozi di ebrei, oltre che alle sinagoghe poste sull'isola di Gerba. Gli ebrei marocchini furono attaccati e uccisi nelle strade in piena luce del giorno. Nel 1891 i maggiori capi spirituali di Gerusalemme chiesero alle autorità ottomane di Costantinopoli di vietare l'ingresso degli ebrei provenienti dall'impero russo.
Un simbolo del degrado antisemita fu il fenomeno del lancio di pietre contro gli ebrei da parte di bambini musulmani. Un viaggiatore del XIX secolo osservò:

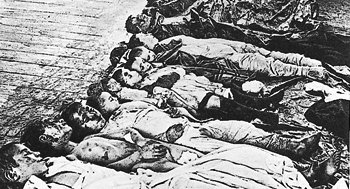
Vittime del pogrom contro gli ebrei di Dnipro (Ucraina, 1905).

## XX secolo
Nel XX secolo l'antisemitismo e il darwinismo sociale culminarono in un atto senza precedenti di genocidio o sterminio di massa chiamato Olocausto (Shoah-catastrofe), in cui circa 6 milioni di ebrei furono sterminati nei territori europei occupati dalla Germania nazista (soprattutto tra il 1942 e il 1945, a seguito della soluzione finale della questione ebraica) sotto il regime del nazionalsocialismo di Adolf Hitler.

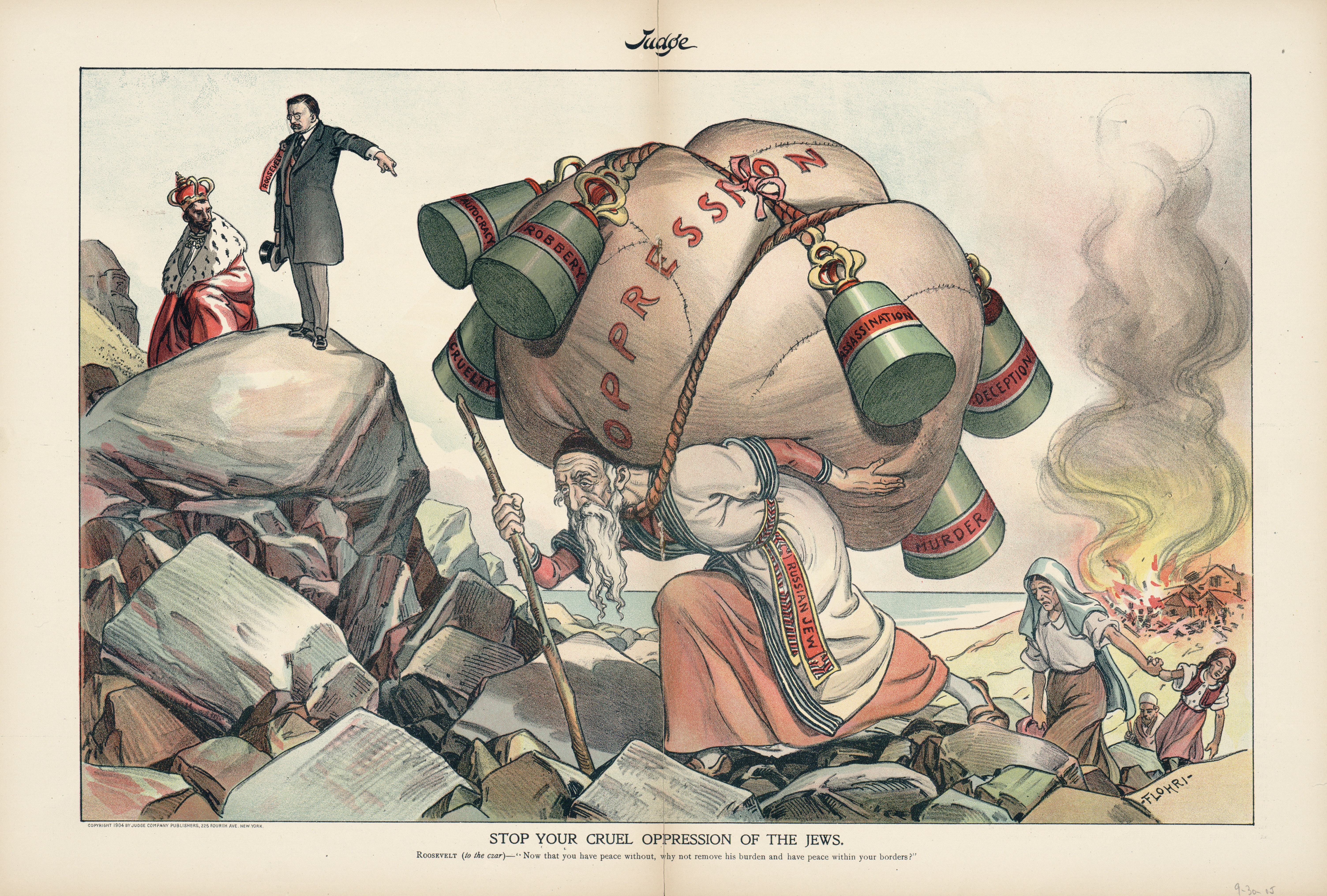
Manifesto contro l'oppressione degli ebrei nell'impero russo sotto lo Zar Nicola II di Russia (1904.)

### Russia
Nell'impero russo sotto il regime dei Zar l'antisemitismo cominciò ad intensificarsi nei primi anni del XX secolo ed ebbe il favore ufficiale quando la Terza Sezione (la polizia segreta) compilò i noti Protocolli dei Savi di Sion, un documento che si suppose fosse una trascrizione di un piano architettato da parte degli anziani ebrei per ottenere il dominio globale del mondo (una Teoria del complotto del Nuovo ordine mondiale).
La violenza contro gli ebrei nel pogrom di Chișinău avvenuto nel 1903 proseguì dopo la rivoluzione russa del 1905 con le attività terroristiche condotte dai Centoneri. Il processo a cui fu sottoposto Menachem Mendel Bejlis nel 1913 dimostrò che era possibile rilanciare l'accusa del sangue anche in Russia.
La rivoluzione d'ottobre avvenuta nel 1917 pose ufficialmente termine alla discriminazione nei confronti degli ebrei, ma essa venne tuttavia seguita da una massiccia violenza antiebraica da parte dell'esercito dell'Armata Bianca antibolscevica e delle forze della Repubblica Popolare Ucraina per tutta la durata della guerra civile russa (1917-22).
Dal 1918 al 1921 tra i 100 e i 150.000 ebrei furono massacrati. Gli emigranti bianchi della Russia rivoluzionaria favorirono l'idea che il regime instaurato dal bolscevismo, con i suoi numerosi membri ebrei, fosse in realtà un fronte per la cospirazione mondiale ebraica proprio come veniva descritta nei Protocolli, che oramai raggiunsero un'ampia diffusione anche in occidente.

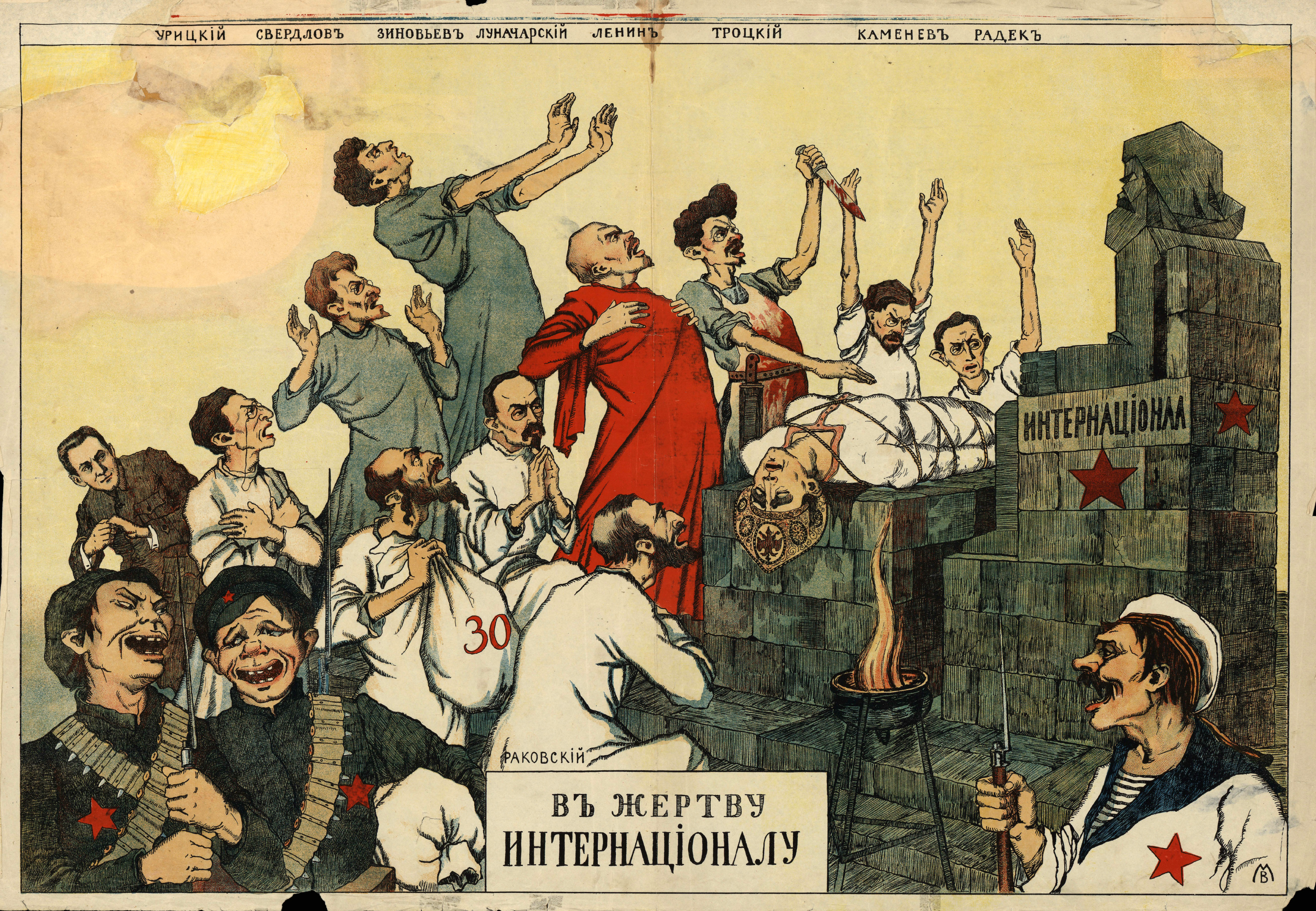
"La vittima sacrificata sull'altare dell'Internazionale Comunista" - un campione della propaganda antisemita svolta dall'Armata Bianca antibolscevica durante la guerra civile russa.

### Francia
Durante la Terza repubblica francese l'agitazione antisemita venne promossa da gruppi della destra politica come Action Française fondata da Charles Maurras; questi gruppi furono critici per tutto il periodo in cui visse la "Terza Repubblica" e nei confronti di tutte le forze politiche. Dopo lo scandalo finanziario all'inizio del 1934 che travolse Alexandre Stavisky per appropriazione indebita, un ebreo che venne rivelato essere coinvolto in una corruzione politica di alto livello: tali gruppi incoraggiarono vere e proprie sommosse che riuscirono quasi a rovesciare il capo del governo Édouard Daladier, esponente del Partito Repubblicano, Radicale e Radical-Socialista, il 6 di febbraio.
La crescita d'importanza dell'ebreo socialista Léon Blum, capo del Fronte Popolare e primo ministro nel 1936, polarizzò ulteriormente l'opinione pubblica francese, "Action" assieme ad altri gruppi di destra lanciarono una vistosa campagna di stampa antisemita contro Blum che culminò in un'aggressione in cui venne trascinato fuori dalla sua auto e picchiato mentre una folla gridava "Morte all'Ebreo!"
L'antisemitismo risultò essere particolarmente virulento durante il governo di Vichy nel corso della seconda guerra mondiale. Il governo collaborò apertamente con gli occupanti nazisti per identificare gli ebrei destinati alla deportazione ed il loro trasporto verso i campi di sterminio. Le richieste dei gruppi antisemiti di destra vennero attuate sotto il regime di Vichy anche e soprattutto grazie al collaborazionismo del maresciallo Philippe Pétain, a seguito della sconfitta francese contro i tedeschi nella Campagna di Francia del 1940.
Una prima legge sullo status degli ebrei emessa da Vichy fu presto seguita da un'altra nel 1941; tutti gli ebrei vennero espulsi dall'occupazione nei servizi amministrativi, pubblici e giudiziari, dalla maggior parte delle professioni e persino dall'industria dell'intrattenimento, limitandoli in gran parte ai posti di lavoro manuali. I funzionari di Vichy aiutarono ed incoraggiarono i nazisti ad arrestare e trasportare oltre 73.000 ebrei verso la morte nei campi di concentramento situati nel governatorato generale.

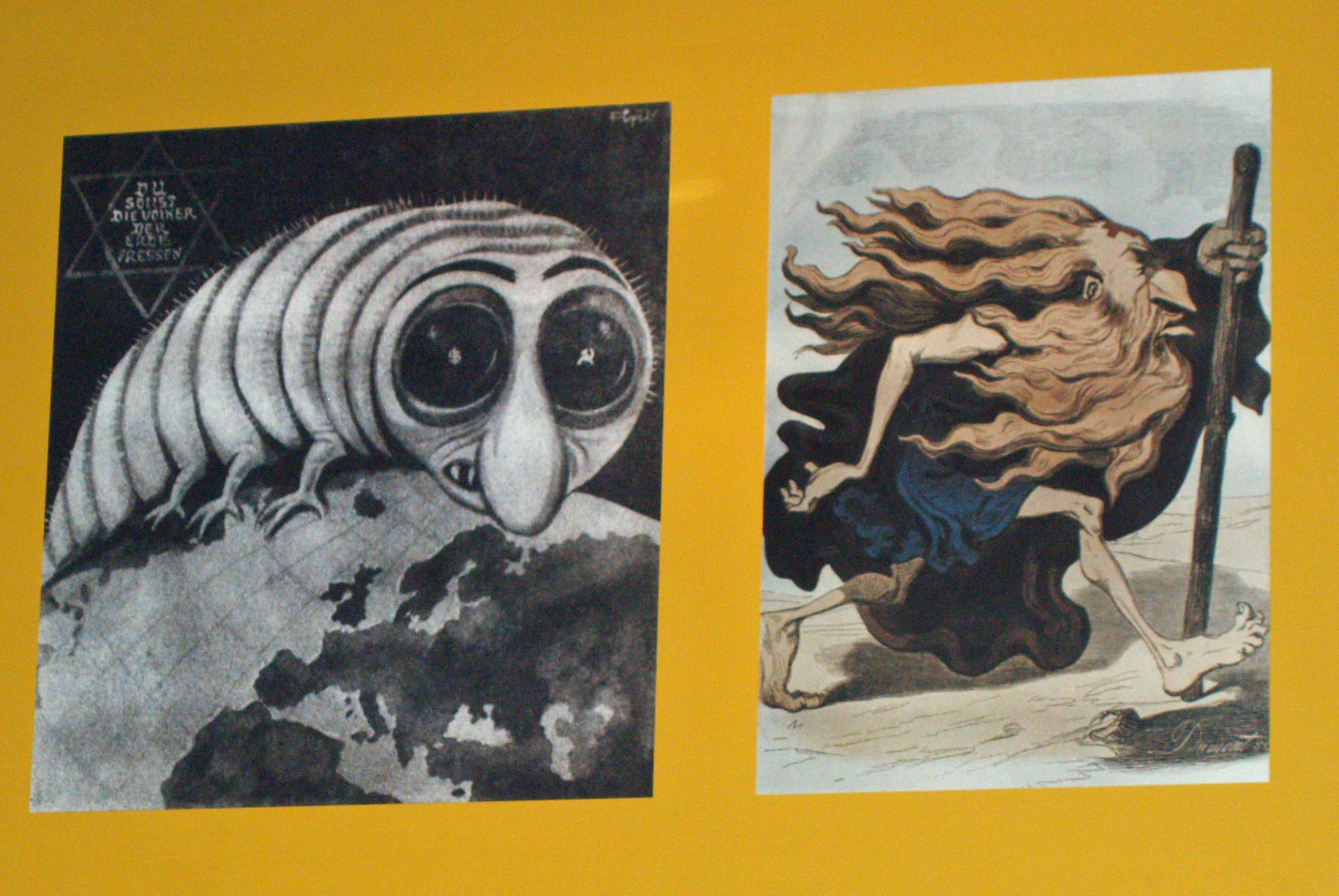
Propaganda antisemitica nella Germania nazista: a sinistra, una rappresentazione del "Verme capitalista/comunista" in Der Stürmer (settembre 1944); a destra, un dipinto di Gustave Doré in una mostra dedicata all'Ebreo errante nel 1937-38.

### Nazismo e Shoah
Nella repubblica di Weimar, appena terminata la prima guerra mondiale, il nazionalsocialismo nacque come movimento politico che incorporava le idee razziste antisemitiche espresse da Adolf Hitler nel suo libro Mein Kampf. Dopo che Hitler salì al potere nel 1933 il regime della Germania nazista cercò di attuare l'esclusione sistematica degli ebrei dalla vita nazionale; gli ebrei vennero demonizzati in quanto la forza trainante sia del marxismo internazionale sia del capitalismo. Le Leggi di Norimberga del 1935 bandivano il matrimonio o i rapporti sessuali tra ebrei e non ebrei.
I temi propagandistici del nazionalsocialismo ed in special modo la propaganda antisemita da parte o per conto del Partito Nazionalsocialista Tedesco dei Lavoratori cominciò un poco alla volta a pervadere l'intera società civile. Particolarmente virulento a questo proposito fu la pubblicazione del giornale "pornografico" Der Stürmer ad opera di Julius Streicher, che pubblicava con accuratezza di particolari le presunte violazioni sessuali commesse dagli ebrei, il tutto per il consumo morboso dell'opinione pubblica.
La violenza maschile contro gli ebrei fu sempre incoraggiata dal regime nazista e la notte tra il 9 e il 10 novembre del 1938, soprannominata Notte dei cristalli, il regime sancì ufficialmente per la prima volta la l'uccisione degli ebrei, la distruzione delle loro proprietà e l'incendio sistematico delle sinagoghe.
Con lo scoppio della seconda guerra mondiale, mentre l'occupazione nazista si estendeva verso est, le leggi razziali naziste, l'agitazione fanatica e la propaganda nella Germania nazista vennero portate anche nei territori europei occupati, molto spesso basandosi sulle stesse tradizioni locali antisemitiche.

Con l'occupazione della Polonia e l'istituzione del Governatorato generale gli ebrei vennero imprigionati nel ghetto di Varsavia, nel ghetto di Cracovia, nel ghetto di Leopoli, nel ghetto di Łódź, nel ghetto di Lublino, nel ghetto di Radom, e nei tanti altri ghetti minori.. Con l'apertura del Fronte orientale a seguito dell'operazione Barbarossa, altri ghetti furono creati (come quello di Vilnius e quello di Minsk e una campagna di omicidio di massa fu condotta nei territori occupati contro gli ebrei da parte delle squadre della morte naziste denominate Einsatzgruppen.

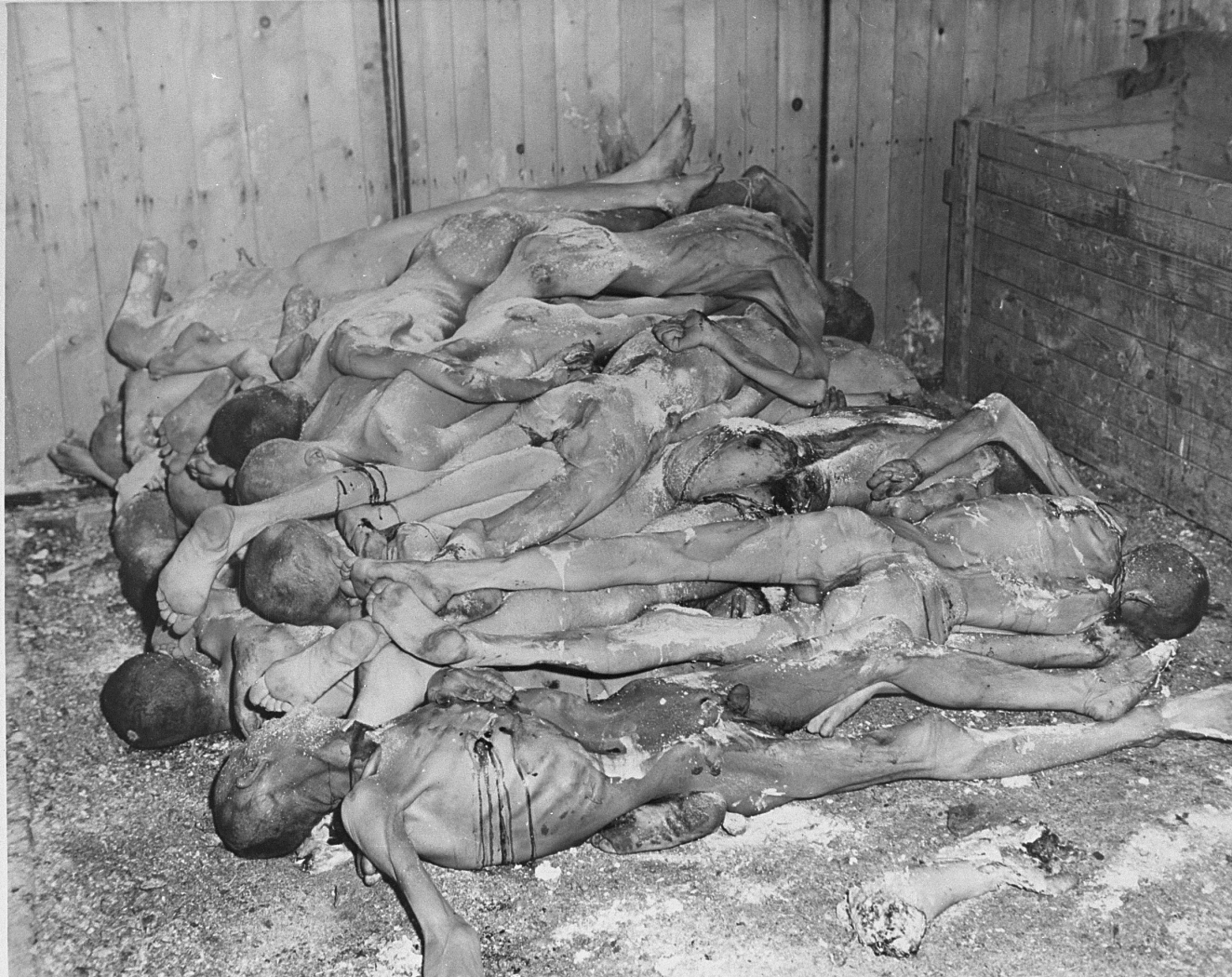
Corpi rinvenuti nel Campo di lavoro di Ohrdruf.

Il 20 gennaio del 1942 Reinhard Heydrich, deputato a trovare una "soluzione finale della questione ebraica", presiedette la Conferenza di Wannsee in cui si decise che tutti gli ebrei residenti nei territori europei e nordafricani sarebbero stati destinati allo sterminio. Degli undici milioni di persone che furono condotte verso i campi di concentramento vi furono all'incirca sei milioni di uomini, donne e bambini ebrei fatti assassinare dai nazisti tra il 1942 e il 1945. Questo genocidio sistematico è conosciuto sotto il nome di Shoah.
Per poter attuare questo piano assassino gli ebrei furono trasportati nei campi di sterminio fatti costruire appositamente a tale scopo nei territori polacchi occupati, dove vennero uccisi nelle camere a gas. I principali di questi campi furono il Campo di concentramento di Auschwitz-Campo di sterminio di Birkenau, il Campo di sterminio di Chełmno, il Campo di sterminio di Bełżec, il Campo di concentramento di Majdanek, il Campo di sterminio di Sobibór e il Campo di sterminio di Treblinka. Questi campi contennero in sé circa la metà del totale degli ebrei uccisi.

### Stati Uniti d'America
Tra il 1900 e il 1924 all'incirca 1,75 milioni di ebrei immigrarono oltreoceano, la maggior parte di loro provenienti dall'Europa orientale; dove prima del 1900 gli ebrei statunitensi non arrivarono mai all'1% della popolazione totale, nel 1930 erano oramai giunti ad essere il 3% circa. Questa crescita significativa e la mobilità verso il ceto medio-alto di alcuni ebrei furono accompagnati da una ripresa dell'antisemitismo.
Nella prima metà del XX secolo gli ebrei negli Stati Uniti si ritrovarono ad affrontare la discriminazione nel campo dell'occupazione, nell'accesso alle aree residenziali e ricreative, nell'appartenenza a club ed organizzazioni ed alle quote ristrette nelle iscrizioni per gli studenti e di insegnanti ebrei nei college e nelle università. Alcune fonti affermano che il verdetto di colpevolezza e poi il susseguente linciaggio di Leo Frank costituì il riflesso inquietante dell'antisemitismo statunitense, il che portò alla fondazione della Anti-Defamation League da parte di B'nai B'rith nel 1913.
Tuttavia il direttore nazionale Abraham Foxman contesta una tale interpretazione affermando che gli ebrei americani avevano bisogno semplicemente di un'istituzione per combattere l'antisemitismo; la forte tensione sociale presente in questo periodo portò anche ad un rinnovato sostegno al Ku Klux Klan, che era rimasto inattivo fin dal 1870.
L'antisemitismo negli Stati Uniti raggiunse il suo picco nel corso degli anni venti e trenta. Il produttore automobilistico Henry Ford propagò idee antisemitiche attraverso il suo giornale The Dearborn Independent. Nel corso degli anni quaranta il pioniere dell'aviazione Charles Lindbergh e molti altri americani di rilievo guidarono il gruppo di pressione "America First Committee" in opposizione a qualsiasi coinvolgimento nella guerra contro il nazifascismo.
Dopo una visita compiuta nella Germania nazista nel 1936 Lindbergh scrisse: "pur rimanendo ancora con le mie riserve, ho provato con una grande ammirazione nei confronti del popolo tedesco... Hitler deve avere un carattere ed una visione molto più acuta di quanto immaginassi... Con tutte le cose che abbiamo da criticare verso di lui, rimane senza dubbio un grande uomo..."
Anche se gli Stati Uniti evitarono inizialmente qualsiasi forma di antisemitismo e non concessero il loro sostegno a Ford proprio per questo motivo, egli continuò la sua buona amicizia con Lindbergh, che lo visitò nell'estate del 1941. Solo un mese dopo lo stesso Lindbergh tenne un discorso a Des Moines, la capitale dello Iowa, in cui espresse le stesse convinzioni di Ford: "i tre gruppi più importanti che hanno spinto il paese verso la guerra sono gli inglesi, gli ebrei e l'amministrazione di Franklin Delano Roosevelt".
Nel suo diario Lindbergh scrisse: "dobbiamo limitare a una ragionevole quantità l'influenza ebraica... Ogni volta che la percentuale ebraica della popolazione totale diventa troppo alta, sembra che si verifichi una reazione: questo è un male in quanto vi sono alcuni ebrei del tipo giusto, credo, che portano un bene nell'assetto di qualsiasi paese". Durante le rivolte razziali scoppiate a Detroit nel 1943 le imprese ebraiche furono destinate al saccheggio e incendiate.
Il German-American Bund tenne sfilate per le strade di New York alla fine degli anni trenta, con uniformi naziste e le bandiere con la croce uncinata accanto alla Bandiera degli Stati Uniti d'America, Circa 20.000 persone ascoltarono il leader del "Bund", Fritz Julius Kuhn, al Madison Square Garden nel 1939 mentre criticava il presidente Roosevelt ed additandolo come "Frank D. Rosenfeld" e chiamando il suo New Deal "Jew Deal".
Appropriandosi della credenza nell'esistenza di una cospirazione ebraica fomentata dal bolscevismo in territorio americano, le attività di Kuhn furono sottoposte al controllo della Commissione per le attività antiamericane (HUAC) e quando gli Stati Uniti entrarono nella seconda guerra mondiale la maggior parte dei membri del "Bund" vennero collocati in campi d'internamento ed alcuni furono deportati alla fine della guerra.
Gli Stati Uniti non acconsentirono l'ingresso dei rifugiati ebrei a bordo della MS St. Louis nel 1939.

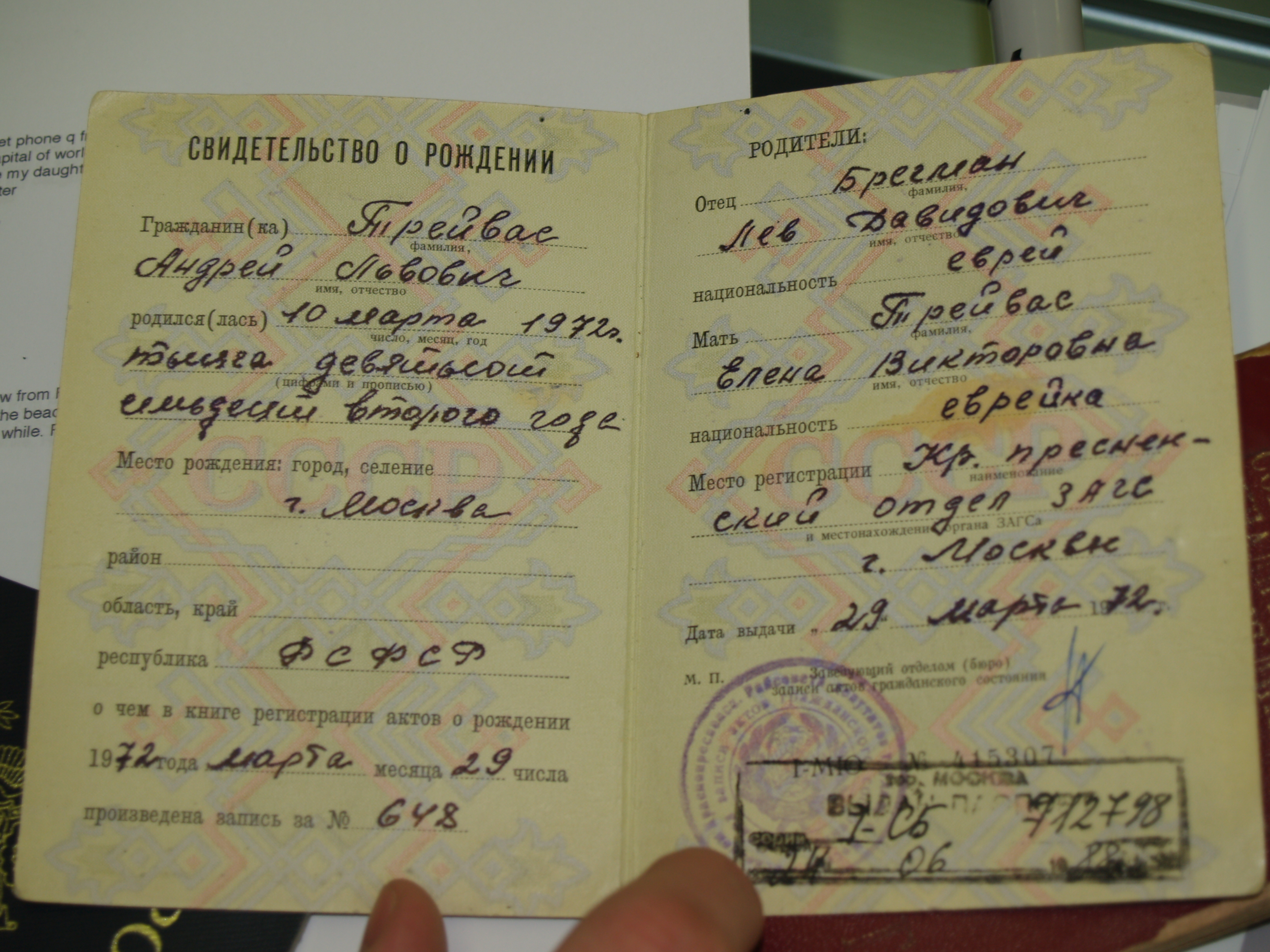
Certificato di nascita sovietico di Michael Lucas (1972); la cittadinanza segnalata è quella "ebraica".

### Europa dell'Est dopo la seconda guerra mondiale
L'antisemitismo nell'Unione delle Repubbliche Socialiste Sovietiche raggiunse un suo picco negli anni tra il 1948 e il 1953 quando numerosi poeti, scrittori, pittori e scultori scrissero in Yiddish una campagna contro i cosiddetti "cosmopoliti senza radici".
Il Pogrom di Kielce avvenuto nel 1946 nella Polonia ancora sotto occupazione sovietica e gli eventi che condussero alla crisi del marzo del 1968 nella Repubblica Popolare di Polonia furono ulteriori incidenti antisemiti accaduti nell'Europa dell'Est sotto il regime comunista. Un tema comune dietro alla violenza anti-ebraica polacca furono le voci di accusa del sangue.

### Stati Uniti dopo la seconda guerra mondiale
Durante i primi anni ottanta i gruppi dell'isolazionismo della destra politica si apprestarono ad unire le forze con gli attivisti del pacifismo della sinistra politica contro le politiche governative in settori in cui condividevano le stesse preoccupazioni. Ciò si verificò principalmente nell'ambito delle libertà civili, nell'opposizione agli interventi militari statunitensi all'estero e soprattutto nell'opposizione al sostegno statunitense nei confronti dello Stato di Israele.
Mentre stettero in interazione la più classica teoria del complotto, che voleva l'ebreo essere il perfetto capro espiatorio, antifascista e antisemitica di destra cominciò a compenetrarsi in cerchi progressivi nei due opposti schieramenti; vi furono anche storie su come la teoria del complotto del nuovo ordine mondiale - chiamato anche "governo delle ombre" o "il polipo" - stesse manipolando i governi del pianeta.
Il "cospirazionismo" antisemita fu estremamente aggressivo da parte dei gruppi di destra; ma anche da sinistra se ne adottò e sostenne la retorica la quale fu resa possibile essenzialmente da una mancanza di conoscenza della storia del nazifascismo e del suo uso comune di "soluzioni bersaglio, riduzionismo semplicistico, demagogia e di una teoria storica della cospirazione".
All'inizio degli anni novanta, mentre il movimento contro la Guerra del Golfo cominciò a costruirsi, un certo numero di gruppi dell'estrema destra e antisemiti cercarono d'instaurare alleanze con le coalizioni di sinistra contrarie alla guerra, cominciando a parlare apertamente di una "lobby ebraica" che stava incoraggiando gli Stati Uniti d'America ad invadere il Medio Oriente.
Quest'idea si è evoluta in teorie della cospirazione che vedevano il governo "occupato dal sionismo" (vedi Governo d'occupazione sionista), che è stata in seguito considerata come l'equivalente della frode antisemita dell'inizio del XX secolo rappresentata dai Protocolli dei Savi di Sion. Il movimento pacifista nel suo complesso rifiutò comunque l'apertura a tali idee attraverso l'arma della politica del diritto.
Alla fine del XX secolo, lasciando da parte l'ingiustificata vocazione dell'esponente del Senato Ernest Hollings a ridurre al silenzio il compagno di partito Howard Metzenbaum, i conflitti interrazziali tra afroamericani ed ebrei del Chassidismo scoppiati con i Disordini di Crown Heights a New York nel 1991 rappresentarono un'espressione violenta di tensioni presenti all'interno di una comunità urbana molto povera nel contesto della prima guerra USA-Iraq.
Il 15 settembre 1990 Pat Buchanan apparve nel programma televisivo "The McLaughlin Group" dicendo che "vi sono solo due gruppi che battono i tamburi per la guerra in Medio Oriente, il ministero israeliano della difesa e il suo 'distaccamento avanzato' negli Stati Uniti"; affermò anche che: "gli israeliani vogliono questa guerra disperatamente perché vogliono che gli Stati Uniti distruggano la macchina da guerra irachena, vogliono che noi finiamo il loro lavoro, non gli interessa minimamente dei nostri rapporti con il mondo arabo".
Quando tenne un discorso chiave alla Conventin nazionale del Partito Repubblicano nel 1992, noto come il "discorso della guerra tra culture", Buchanan descrisse "una guerra religiosa che entra nel nostro paese fino all'anima dell'America".

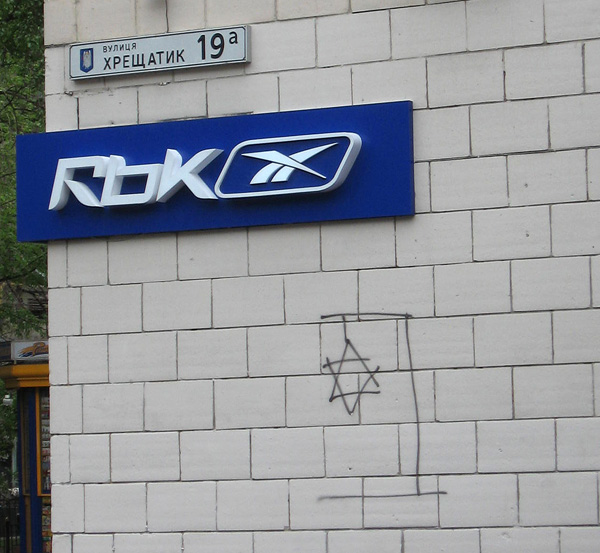
Graffiti antisemiti a Kiev nel 2007.

## XXI secolo
I primi anni del XXI secolo hanno visto un aumento dell'antisemitismo. Alcuni autori come il professore di storia degli ebrei Robert S. Wistrich, la psicoanalista Phyllis Chesler e il [rabbino] Jonathan Sacks sostengono che si tratta di un antisemitismo di nuovo tipo derivante dall'islamismo, che essi chiamano nuovo antisemitismo. Le storie di accusa del sangue sono apparse numerose volte nei media sponsorizzati dallo Stato in un certo numero di nazioni arabe, negli spettacoli televisivi e sui siti web.
Nel 2004 il Regno Unito ha istituito un'inchiesta parlamentare sull'antisemitismo la quale ha fatto poi pubblicare i suoi risultati nel 2006; l'indagine ha affermato che: "fino a poco tempo fa, il parere prevalente sia all'interno della comunità ebraica che fuori [era stato] che l'antisemitismo era scomparso, al punto che esisteva solo ai margini della società". Tuttavia ha rilevato un'inversione di questo progresso a partire dal 2000 ed ha voluto indagare sul problema, identificare le fonti dell'antisemitismo contemporaneo e formulare raccomandazioni per migliorare la situazione.
Un rapporto del marzo del 2008 del Dipartimento di Stato degli Stati Uniti d'America ha rilevato che vi è stato un aumento dell'antisemitismo in tutto il mondo e che persiste sia nelle antiche sia con nuove espressioni. Una relazione del 2012 del "Bureau of Democracy, Human Rights, and Labor" ha anche notato un aumento globale e continuo dell'antisemitismo ed ha rilevato che il negazionismo nei confronti dell'Olocausto e l'opposizione alla politica israeliana a volte sono stati utilizzati per promuovere o giustificare un palese antisemitismo.

### Riferimenti
1. ↑  Our common inhumanity: anti-semitism and history Archiviato il 30 giugno 2019 in Internet Archive. by Richard Webster (a review of Antisemitism: The Longest Hatred by Robert S. Wistrich, Thames Methuen, 1991
2. 1 2   Jerome A. Chanes, Antisemitism: a Reference Handbook, ABC-CLIO, 2004,  pp. 5-6, ISBN 978-1-57607-209-7.
3. ↑   Louis H. Feldman, Studies in Hellenistic Judaism, Brill, 1996,  p. 289, ISBN 90-04-10418-6.
4. ↑   Louis H. Feldman, Studies in Hellenistic Judaism, Brill, 1996,  p. 177, ISBN 90-04-10418-6.
5. ↑   Peter Schäfer, Judeophobia: Attitudes Toward the Jews in the Ancient World, Harvard University Press, 1997,  p. 208.
6. 1 2 3   Edward Flannery, The Anguish of the Jews: Twenty-Three Centuries of Antisemitism, 1ª ed., Paulist Press, 1985,  pp. 11-12, ISBN 0-8091-2702-4.
7. ↑  (Contro Apione, 1.161)
8. ↑  Barclay, John M G, 1999. Jews in the Mediterranean Diaspora: From Alexander to Trajan (323 BCE–117 CE), University of California. John M. G. Barclay of the University of Durham
9. ↑  Philo of Alexandria, Flaccus, online at Philo: Flaccus
10. ↑  Pieter Willem van der Horst, 2003. Philo's Flaccus: the First Pogrom, Philo of Alexandria Commentary Series, Brill.
11. ↑  Tcherikover, Victor, Hellenistic Civilization and the Jews, New York: Atheneum, 1975
12. ↑  Bohak, Gideon. "The Ibis and the Jewish Question: Ancient 'Antisemitism' in Historical Context" in Menachem Mor et al., Jews and Gentiles in the Holy Land in the Days of the Second Temple, the Mishna and the Talmud, Yad Ben-Zvi Press, 2003, p 27–43.
13. ↑  Daniels. J,L,Anti-Semitism in the Hellenistic-Roman Period in Journal of Biblical Literature 98 (1979) pp.45–65
14. ↑   Edward H. Flannery, The Anguish of the Jews: Twenty-Three Centuries of Antisemitism, Paulist Press, 1985,  p. 25, ISBN 978-0-8091-4324-5.
15. ↑  Daniels. J,L, Anti-Semitism in the Hellenistic-Roman Period in Journal of Biblical Literature 98 (1979) P.45 - 65
16. ↑  Svetonio, Vite dei dodici cesari, Vol 3, "Tiberio", Sezione 36
17. ↑  Josephus, Antichità giudaiche (18.3.5)
18. ↑  Dione Cassio, Storia romana, 57.18.5a.
19. ↑  Filone di Alessandria. Contro Flacco(1.1)
20. ↑  Talmud di Gerusalemme, Taanis 4:5
21. ↑  Clifford Ando,Times Literary Supplement, 6 April 2007, pp. 6–7
22. ↑  Martin Goodman, Rome and Jerusalem: the clash of ancient civilisations, Allen Lane 2006.
23. ↑   Jon A. Weatherly, Jewish Responsibility for the Death of Jesus in Luke-Acts, 1994, ISBN 978-1-85075-503-6.
24. ↑   F. Schweitzer e M. Perry, Anti-Semitism: Myth and Hate from Antiquity to the Present, Palgrave, ISBN 978-0-312-16561-1.
25. ↑   Rosemary Ruether, Faith and Fratricide: The Theological Roots of Anti-Semitism, Seabury Press, 1974.
26. ↑   Mc14,55, su La Parola - La Sacra Bibbia in italiano in Internet.
27. ↑  Raymond E. Brown, Joseph A. Fitzmyer, Roland E. Murphy, Nuovo Grande Commentario Biblico, Queriniana, 2002, p. 817, ISBN 88-399-0054-3.
28. ↑   Lc23,25, su La Parola - La Sacra Bibbia in italiano in Internet.
29. ↑  Parola del Signore Commentata, traduzione interconfessionale, Nuovo Testamento, LDC/ABU, 1981, p. 267.
30. ↑  Raymond E. Brown, The Death of the Messiah Vol. 1, Anchor Yale Bible, 2010, p. 390, ISBN 978-0-300-14009-5.
31. ↑   1Cor 1,23, su La Parola - La Sacra Bibbia in italiano in Internet.
32. ↑   Rm 9-11, su La Parola - La Sacra Bibbia in italiano in Internet.
33. ↑  Raymond E. Brown, The Death of the Messiah, Vol. 1, Anchor Yale Bible, 2010, p. 391, ISBN 978-0-300-14009-5.
34. ↑   Mt27,25, su La Parola - La Sacra Bibbia in italiano in Internet.
35. ↑  Raymond E. Brown, Joseph A. Fitzmyer, Roland E. Murphy, Nuovo Grande Commentario Biblico, Queriniana, 2002, p. 876, ISBN 88-399-0054-3.
36. ↑  John Dominic Crossan, Who killed Jesus?, HarperOne, 1995, pp. 152, 157-159, 218-219, ISBN 978-0-06-061480-5.
37. ↑  Josef Blinzler, The trial of Jesus, Newman Press, 1959, p. 8. (cfr anche: Raymond E. Brown, The Death of the Messiah Vol. 1, Anchor Yale Bible, 2010, p. 385, ISBN 978-0-300-14009-5.).
38. ↑  Raymond E. Brown, The Death of the Messiah, Vol. 1, Anchor Yale Bible, 2010, pp. 7, 383-397, 831-832, ISBN 978-0-300-14009-5. (Cfr anche: John Dominic Crossan, Who killed Jesus?, HarperOne, 1995, pp. 157-159, 218-219, IX-XII, ISBN 978-0-06-061480-5.).
39. ↑   Mt27,25, su laparola.net..
40. ↑   Walter Laqueur, The Changing Face of Antisemitism: From Ancient Times to the Present Day, Oxford University Press, 2006,  pp. 191–192, ISBN 0-19-530429-2.
41. ↑   Dore Gold, The Fight for Jerusalem: Radical Islam, the West, and the Future of the Holy City, Regnery Publishing, 2007,  p. 92, ISBN 978-1-59698-029-7.
42. ↑  Watt, Muhammad, Prophet and Statesman, p. 170-176.
43. 1 2  Peterson, Muhammad: the prophet of God, pp. 125-127.
44. 1 2  Ramadan, In the Footsteps of the Prophet, p. 140f.
45. ↑  Hodgson, The Venture of Islam, vol. 1, p. 191.
46. ↑  Brown, A New Introduction to Islam, p. 81.
47. ↑  Lings, Muhammad: His Life Based on the Earliest Sources, pp. 229-233.
48. ↑  Meri, Medieval Islamic Civilization: An Encyclopedia, p. 754.
49. ↑  Arafat, "New Light on the Story of Banu Qurayza and the Jews of Medina", p. 100-107. Arafat relates the testimony of Ibn Hajar, who denounced this and other accounts as "odd tales" and quoted Malik ibn Anas, a contemporary of Ibn Ishaq, whom he rejected as a "liar", an "impostor" and for seeking out the Jewish descendants for gathering information about Muhammad's campaign with their forefathers.
50. ↑  Nemoy, "Barakat Ahmad's "Muhammad and the Jews"", p. 325. Nemoy daotta come fonte Ahmad's Muhammad and the Jews.
51. ↑  Dan Cohn-Sherbok, The Paradox of Anti-Semitism. Continuum: 34, 2006
52. ↑  Fernando Liggio, Papi Scellerati- Pedofilia, omosessualità e crimini del clero cattolico., Firenze, 2009, Editrice Clinamen, pag. 19.
53. ↑  Dan Cohn-Sherbok (2006) The Paradox of Anti-Semitism. Continuum: 34–5
54. ↑  N. de Lange, "Atlas of the Jewish World", Facts on File, 1984, pp. 34–36
55. ↑  Schweitzer, Perry, 2002, p. 26
56. ↑  On the passover Archiviato il 12 marzo 2007 in Internet Archive. pp. 57, 82, 92, 93 from Kerux: The Journal of Northwest Theological Seminary
57. ↑  Charleton Lewis and Charles Short, Latin Dictionary Latin Dictionary
58. ↑   Pier Francesco Fumagalli, Nostra Aetate: a milestone, su Jubilee 2000 Magazine, Santa Sede.
59. ↑  Paley, Susan and Koesters, Adrian Gibbons, eds. "A Viewer's Guide to Contemporary Passion Plays" Archiviato il 1º marzo 2011 in Internet Archive.
60. ↑   Sara Lipton, The Words That Killed Medieval Jews, in The New York Times, 11 dicembre 2015. URL consultato il 13 dicembre 2015.
«The “Goad of Love,” a retelling of the crucifixion that is considered the first anti-Jewish Passion treatise, was written around 1155-80.»
61. ↑  Why the Jews? - Black Death Archiviato il 29 aprile 2007 in Internet Archive.
62. 1 2  (FR)  Stéphane Barry, Norbert Gualde, La plus grande épidémie de l'histoire, in L'Histoire magazine, nº310, June 2006, p. 47
63. ↑   María Rosa Menocal, The Ornament of the World: How Muslims, Jews and Christians Created a Culture of Tolerance in Medieval Spain, Back Bay Books, aprile 2003, ISBN 0-316-16871-8.
64. 1 2  Dan Cohn-Sherbok, The Paradox of Anti-Semitism, Continuum: 4, 2006
65. ↑  Schweitzer, Perry, 2002, pp. 267-268.
66. ↑  Granada by Richard Gottheil, Meyer Kayserling, Jewish Encyclopedia. 1906 ed.
67. ↑  Harzig, Hoerder & Shubert, 2003, p. 42
68. ↑  "Islamic world" in Encyclopædia Britannica, Retrieved September 2, 2007, from Encyclopædia Britannica Online.
69. 1 2  Frank and Leaman, 2003, pp 137–8.
70. ↑  The Almohads Archiviato il 13 febbraio 2009 in Internet Archive.
71. ↑  The Forgotten Refugees Archiviato il 28 settembre 2007 in Internet Archive.
72. ↑   Judaism: Sephardim, su Jewish Virtual Library, American-Israeli Cooperative Enterprise.
73. ↑  Kraemer, 2005, pp. 16–17.
74. ↑   The treatment of Jews in Arab Islamic countries, su Jewish Virtual Library, American-Israeli Cooperative Enterprise.
75. ↑  Medieval Jewish History: An Encyclopedia, a cura di Norman Roth, Routledge Archiviato il 25 febbraio 2008 in Internet Archive.
76. ↑  Françoise Piponnier, Perrine Mane, Dress in the Middle Ages, Yale University Press, 1997, p. 138; ISBN 0-300-06906-5. Vedi anche Norman Roth, op cit. Anche Schreckenburg, p. 15 & passim.
77. ↑  Schreckenburg, Heinz, The Jews in Christian Art, p.15 & passim, 1996, Continuum, New York, ISBN 0-8264-0936-9
78. ↑  Thomas Madden, A Concise History of the Crusades, Saint Louis University
79. ↑  CROSS PURPOSES: The Crusades Archiviato il 31 ottobre 2007 in Internet Archive. (Hoover Institute television show).
80. ↑  Hamilton Alexander Rosskeen Gibb, The Damascus Chronicle of the Crusades: Extracted and Translated from the Chronicle of Ibn Al-Qalanisi, Dover Publications, 2003 (ISBN 0-486-42519-3), p. 48.
81. ↑  David Rausch, Legacy of Hatred: Why Christians Must Not Forget the Holocaust, Baker Pub Group, 1990 (ISBN 0-8010-7758-3), p, 27
82. 1 2  S. D. Goitein, "Contemporary Letters on the Capture of Jerusalem by the Crusaders", Journal of Jewish Studies 3 (1952), p. 163
83. ↑  Goitein, "Contemporary Letters on the Capture of Jerusalem by the Crusaders", p 165
84. ↑  Goitein, "Contemporary Letters on the Capture of Jerusalem by the Crusaders", p 166
85. ↑  Michael Costen, The Cathars and the Albigensian Crusade, p 38
86. ↑  Gillian Bennett, "Towards a revaluation of the legend of 'Saint' William of Norwich and its place in the blood libel legend". Folklore, 116(2), 2005, pp. 119–121.
87. ↑  H. H. Ben-Sasson (a cura di), A History of The Jewish People, Cambridge, Massachusetts, Harvard University Press, 1969, ISBN 0-674-39731-2 (paper).
88. ↑  Prestwich, Michael (1997), Edward I, Yale University Press, ISBN 0-300-07157-4.
89. ↑  Christopher S. Wood, Albrecht Altdorfer and the Origins of Landscape, London, Reaktion Books, 1993, p. 251, ISBN 0948462469
90. ↑   Map of Jewish expulsions and resettlement areas in Europe, su Florida Center for Instructional Technology, College of Education, University of South Florida, A Teacher's Guide to the Holocaust. URL consultato il 24 dicembre 2012.
91. ↑  Arthur Hertzberg, Aron Hirt-Manheimer, Jews: The Essence and Character of a People, HarperSanFrancisco, 1998, p. 84. ISBN 0-06-063834-6
92. 1 2 3  Dan Cohn-Sherbok, The Paradox of Anti-Semitism, 2006, p. 166
93. ↑  Dan Cohn-Sherbok, The Paradox of Anti-Semitism, 2006, pp. 167–169
94. ↑  Dan Cohn-Sherbok, The Paradox of Anti-Semitism, 2006, p. 169
95. ↑  Rhea Marsh Smith, Spain, A Modern History, Ann Arbor, The University of Michigan Press, 1965, p. 124
96. ↑  Rhea Marsh Smith, Spain, A Modern History, Ann Arbor, The University of Michigan Press, 1965, p. 125
97. ↑  Ronnie S. Landau, The Nazi Holocaust, London and New York, IB Tauris, 1992, p. 39
98. ↑  Dan Cohn-Sherbok, The Paradox of Anti-Semitism, 2006, pp. 170–171
99. ↑  Paul Johnson, A History of the Jews, HarperCollins Publishers, 1987, p. 242. ISBN 5-551-76858-9.
100. ↑   Martin Mulsow e Richard Henry Popkin, Secret conversions to Judaism in early modern Europe, Brill, 2004,  p. 85, ISBN 90-04-12883-2.
101. ↑  Martin Luther, D. Martin Luthers Werke: kritische Gesamtausgabe, Weimar, Hermann Böhlaus Nachfolger, 1920, Vol. 51, p. 195.
102. ↑  Dan Cohn-Sherbok (2006) The Paradox of Anti-Semitism: p 175
103. ↑  Dan Cohn-Sherbok, The Paradox of Anti-Semitism, 2006, pp. 175–181
104. ↑  Yosef Qafiḥ, Ketavim (Collected Papers), Vol. 2, Jerusalem 1989, pp. 714–716 (Hebrew)
105. ↑  Steven Beller, Antisemitism: A Very Short Introduction, 2007, pp. 23–27
106. ↑  Ages Arnold, "Tainted Greatness: The Case of Voltaire's Anti-Semitism: The Testimony of the Correspondence.", Neohelicon 21.2 (Sept. 1994), p. 361.
107. ↑  Paul H. Meyer, "The Attitude of the Enlightenment Toward the Jew." Studies on Voltaire and the Eighteenth Century, 26 (1963), p. 1177.
108. ↑  Léon Poliakov, The History of Anti-Semitism: From Voltaire to Wagner, Routledge & Kegan Paul, Ltd., 1975, pp. 88-89.
109. ↑  Steven Beller, Antisemitism: A Very Short Introduction, 2007, p. 14
110. 1 2  Steven Beller, Antisemitism: A Very Short Introduction, 2007, p. 28
111. ↑  Rebecca Weiner, The Virtual Jewish History Tour
112. ↑   antisemitismo, su pbmstoria.it. URL consultato il 4 ottobre 2011 (archiviato dall'url originale il 25 aprile 2012).
113. ↑   L'antisemitismo dei Wagner (archiviato dall'url originale il 29 novembre 2011).
114. ↑  https://www.jstor.org/pss/20101235
115. ↑   Libri raccomandati: Antisemiti a sinistra di Luzzatto Voghera Gadi, su liberaliperisraele.ilcannocchiale.it. URL consultato il 4 ottobre 2011 (archiviato dall'url originale il 13 ottobre 2011).
116. ↑   Anthony Julius on T.S. Eliot and anti-semitism, su guardian.co.uk.
117. ↑  Paul Webster (2001) Petain's Crime. London, Pan Books: 13, 15
118. ↑  Dan Cohn-Sherbok (2006) The Paradox of Anti-Semitism. Continuum: 44-46
119. ↑  Steven Beller (2007) Antisemitism: A Very Short Introduction: 64
120. ↑  Steven Beller (2007) Antisemitism: A Very Short Introduction: pp 57–9
121. ↑  Dan Cohn-Sherbok (2006) The Paradox of Anti-Semitism. Continuum: 46
122. ↑  Dan Cohn-Sherbok (2006) The Paradox of Anti-Semitism. Continuum: 47
123. ↑  Dan Cohn-Sherbok (2006) The Paradox of Anti-Semitism. Continuum: p 48
124. ↑   anti-Semitism, su Online Etymology Dictionary.
125. 1 2  Steven Beller (2007) Antisemitism: A Very Short Introduction: 28-29
126. ↑  Ronnie S. Landau (1992) The Nazi Holocaust. IB Tauris, London and New York: pp 82–3
127. ↑  Zuber Valentine, Antisemitismo, antiprotestantesimo e anticlericalismo. Gli "odii" in Francia al tempo dell'"Affaire" Dreyfus (considerazioni su un libro di Anatole Leroy-Beaulieu), Urbino (Pesaro Urbino) : [poi] Bologna: Edizioni Quattro Venti; CLUEB, Storia e problemi contemporanei. GEN. APR., 2004.
128. ↑  Paul Webster (2001) Petain's Crime. London, Pan Books: pp 23–7
129. ↑   Gustavo Perednik, Judeophobia - History and analysis of Antisemitism, Jew-Hate and anti-"Zionism", su zionism-israel.com.
130. ↑   Peter Knight, Conspiracy theories in American history: an encyclopedia,, vol. 1, ABC-CLIO, 2003,  p. 82, ISBN 978-1-57607-812-9.
131. 1 2  Richard Rubenstein and John Roth (1887) Approaches to Auschwitz. London, SCM Press: 96
132. ↑  Ronnie S. Landau (1992) The Nazi Holocaust. IB Tauris, London and New York: p 57
133. 1 2 3  Gilbert, Martin. Dearest Auntie Fori. The Story of the Jewish People. HarperCollins, 2002, pp 179–82.
134. ↑  Gilbert, Martin. Letters to Auntie Fori: The 5,000-Year History of the Jewish People and Their Faith, HarperCollins, 2002, pp 179–82.
135. ↑  Martin Goodman, Jeremy Cohen, David Sorkin (a cura di) The Oxford Handbook of Jewish Studies, New York, Oxford University Press, 2002, p.208
136. 1 2 3  Morris, Benny. Righteous Victims: A History of the Zionist-Arab Conflict, 1881–2001. Vintage Books, 2001, pp 10–11.
137. ↑  J. J. Benjamin. In: Lewis, Bernard, 1984. The Jews of Islam. Princeton University Press, pp 181–3
138. ↑  Richard L. Rubenstein and John K. Roth (1987) Approaches to Auschwitz. SCM Press
139. ↑  Steven Beller (2007) Antisemitism: A Very Short Introduction: p 32
140. ↑  Steven Beller (2007) Antisemitism: A Very Short Introduction: p 29
141. ↑  Ronnie S. Landau (1992) The Nazi Holocaust. IB Tauris, London and New York: 72
142. ↑  Cohn, Norman: Warrant for Genocide, 1967 (Eyre & Spottiswoode)
143. ↑  Martin Kitchen (2007) The Third Reich: A Concise History: pp 128–9
144. ↑  Martin Kitchen (2007) The Third Reich: A Concise History: pp 126–7
145. ↑  Ian Kershaw (2008) Fateful Choices: pp 441–4
146. ↑  Expansion of German Conquest and Policy Towards Jews on the Yad Vashem website
147. ↑  Martin Kitchen (2007) The Third Reich: A Concise History. Tempus.
148. ↑  From Persecution to Mass Murder: Marking 70 Years to Operation Barbarossa Archiviato il 16 settembre 2012 in Internet Archive. on the Yad Vashem website
149. ↑  Martin Kitchen (2007) The Third Reich: A Concise History: pp 180–2
150. ↑  Saul Friedlander (2008) The Years of Extermination: Nazi Germany and the Jews. London, Phoenix
151. ↑  Wolfgang Benz in Dimension des Volksmords: Die Zahl der Jüdischen Opfer des Nationalsozialismus (Munich: Deutscher Taschebuch Verlag, 1991). Israel Gutman, Encyclopedia of the Holocaust, Macmillan Reference Books; Reference edition (October 1, 1995)
152. ↑  Dawidowicz, Lucy. The War Against The Jews, 1933–1945. New York: Holt, Rinehart and Winston, 1975.
153. ↑   Holocaust Timeline: The Camps, su Florida Center for Instructional Technology, University of South Florida, 2005.
154. ↑   Deborah Dash Moore, B'nai B'rith and the Challenge of Ethnic Leadership, State University of New York Press, 1981,  p. 108, ISBN 978-0-87395-480-8.
155. ↑   Jerome A. Chanes, Who Does What?, in Louis Sandy Maisel, Ira N. Forman, Donald Altschiller e Charles Walker Bassett (a cura di), Jews in American Politics: Essays, Rowman & Littlefield, 2001,  p. 105, ISBN 978-0-7425-0181-2.
156. ↑   Spencer Blakeslee, The Death of American Antisemitism, Greenwood Publishing Group, 2000,  p. 81, ISBN 0-275-96508-2.
157. ↑   The Various Shady Lives of the Ku Klux Klan, in Time magazine. URL consultato il 9 giugno 2017 (archiviato dall'url originale il 24 agosto 2013).
158. ↑  Albert Lee. "Henry Ford and the Jews". Stein and Day. 1980. p. 126.
159. ↑  Christians & Jews Faith to Faith: Tragic History, Promising Present, Fragile Future by James Ruddin (19 November 2010).
160. ↑  The Tragedy of the S.S. St. Louis by Jennifer Rosenberg
161. ↑  The Brest Ghetto Passport Archive, retrieved February 11, 2008
162. ↑  Contested Memories: Poles and Jews during the Holocaust and Its Aftermath by Joshua D. Zimmerman (10 January 2003).
163. ↑  World Without Civilization: Mass Murder and the Holocaust, History and Analysis, Volume 1 by Robert Melvin Spector (2005).
164. 1 2 3 4  Berlet, Chip. "ZOG Ate My Brains" Archiviato il 15 luglio 2006 in Internet Archive., New Internationalist, October 2004.
165. 1 2 3 4 5  Berlet, Chip. "Right woos Left", Publiceye.org, December 20, 1990; revised February 22, 1994, revised again 1999.
166. ↑   A.M. Rosenthal, ON MY MIND; Forgive Them Not, The New York Times, 14 settembre 1990.
167. ↑   A.M. Rosenthal, ON MY MIND; Forgive Them Not, The New York Times, 14 settembre 1990.
168. ↑  Wistrich, Robert S. "Anti-Semitism and Jewish destiny." Jpost.com. 20 May 2015. 26 May 2015.
169. ↑  Chesler, Phyllis. "The New Anti-Semitism: The Current Crisis and What We Must Do About It." Archiviato il 3 maggio 2015 in Internet Archive. The Phyllis Chesler Organization. 2014. 26 May 2015.
170. ↑  Sacks, Jonathan. "Europe’s Alarming New Anti-Semitism." The Wall Street Journal. 2 October 2014. 26 May 2015.
171. ↑  Iranian TV Blood Libel
172. ↑   Steven Stalinsky, Passover and the Blood Libel, in The New York Sun, The New York Sun, One SL, LLC, 12 aprile 2006,  p. Foreign, page 6. URL consultato il 14 gennaio 2007 (archiviato dall'url originale il 29 settembre 2007).
173. ↑  Al-Ahram Weekly Online, January 2-8, 2003 (Issue No. 619) Archiviato il 19 settembre 2009 in Internet Archive.
174. ↑   All-Party Parliamentary Group against Antisemitism (UK), Report of the All-Party Parliamentary Inquiry into Antisemitism (PDF), su thepcaa.org, settembre 2006. URL consultato il 14 febbraio 2007 (archiviato dall'url originale il 14 giugno 2007).
175. ↑  "Report: Anti-Semitism on the rise globally", CNN, 14 March 2008. Retrieved 24 November 2010.
176. ↑   International Religious Freedom Report for 2012, su state.gov. URL consultato il 21 dicembre 2013.